# Revolució Alliberadora
L'autoanomenada Revolució Alliberadora (en castellà, Revolución Libertadora) va ser la dictadura cívico-militar que va governar la República Argentina després de derrocar al president Juan Domingo Perón, clausurar el Congreso Nacional, deposar els membres de la Cort Suprema, a les autoritats provincials, municipals i universitàries i posar en comissió tot el Poder Judicial mitjançant un cop d'Estat iniciat el 16 de setembre del 1955 i que, després de més de dos anys, va organitzar eleccions condicionades que va traslladar a un govern encapçalat pel radical Arturo Frondizi, el 1r de maig del 1958, que també seria enderrocat el 1962.
El general de divisió Eduardo Lonardi, líder del cop, va assumir el 23 de setembre de 1955, liderant un govern d'ideologia nacionalista catòlica i contrari a la proscripció del peronisme. Va ser enderrocat el 13 de novembre pel general Pedro Eugenio Aramburu, mitjançant un cop d'estat intern. Tots dos van governar com a autoritats supremes, amb la suma dels poders executius i legislatius nacionals i provincials, atribuint-se el títol de President de la Nació. La dictadura va crear una Junta Consultiva Nacional, integrada pels partits Unió Cívica Radical, Socialista, Demòcrata Nacional, Demòcrata Progressista, Demòcrata Cristià i Unió Federal. Aramburu va derogar mitjançant una proclama militar la Constitució Nacional vigent i va reposar el text constitucional de 1853, amb les reformes de 1860, 1866 i 1898. Poc després, el règim va organitzar sota el seu control, mitjançant eleccions condicionades, una Convenció Constituent que va convalidar la decisió i va afegir l'article 14 bis.
Durant la dictadura d'Aramburu van ser afusellats 16 militars i 13 civils per ordre presidencial, alguns d'ells de manera clandestina, amb motiu de l'intent d'aixecament encapçalat pel general Juan José Valle.

## Antecedents
L'autodenominada «Revolució Alliberadora» va ser un dels sis governs militars que van prendre el poder a l'Argentina entre 1930 i 1983, en el que es va conèixer com el «cicle cop-elecció», que va postergar la consolidació de la democràcia a l'Argentina fins a finals del segle xx. El cicle va començar amb el cop d'Estat del 6 de setembre de 1930 que va enderrocar el president constitucional Hipólito Yrigoyen, líder de la Unió Cívica Radical que havia desenvolupat la primera experiència de govern democràtic a Argentina a partir de les eleccions de 1916, les primeres a realitzar-se amb la Llei Sáenz Peña de 1912, que va establir el sufragi secret i obligatori per a tots els homes (la democràcia universal plena no es va assolir fins al 1951, amb el vot femení). En aquest període van ser enderrocats per cops d'Estat tots els governs radicals (1930, 1962, 1966) i peronistes (1955 i 1973). També va ser enderrocada l'experiència de govern conservador-radical imposada mitjançant eleccions fraudulentes, coneguda com a Dècada infame (1930-1943). Els darrers alçaments militars van ser les revoltes carapintades realitzades entre 1987 i 1990, durant els governs democràtics del radical Raúl Alfonsín i el peronista Carlos Menem.
El peronisme va sorgir entre el 1943 i el 1945, a partir d'un ampli moviment de base sindical, que es va caracteritzar per un fort contingut social, conegut amb el nom de peronisme o justicialisme, a causa de l'èmfasi posat en la justícia social. En simultani, es va formar un moviment ampli, l'antiperonisme, integrat per la majoria dels partits polítics existents.
Les eleccions de 1946 van ser guanyades pel peronisme, que portava com a candidat a Juan Domingo Perón, en un fet que va sorprendre a l'Establishment.
La confrontació entre peronistes i antiperonistes va caracteritzar el govern de Juan Domingo Perón. La designació com a director de Correus i Telecomunicacions d'Oscar Nicolini, conegut com a amic i protector de la família d'Eva Duarte, va provocar a l'oficialitat de l'Exèrcit argentí un descontentament que va ser transmès a Perón juntament amb la comanda de renúncia d'aquest funcionari, pel cap de la guarnició de Camp de Mayo el general Eduardo J. Ávalos, un integrant del GOU que era amic íntim de Perón, i quan Perón va rebutjar la comanda el va convidar a reunir-se amb l'oficialitat de Camp de Mayo, al que accedeix Perón.
El 8 d'octubre es fa la reunió a la Secretaria de Guerra assistint deu oficials de Campo de Mayo i una trentena (convidada per Perón) d'altres guarnicions properes a la Capital Federal. Perón parla en forma breu i seca, demana un vot de confiança per a la seva gestió dient que renunciarà als seus càrrecs si no l'obté i abans de retirar-se perquè deliberin amb llibertat. Adverteix a Ávalos que si la votació li és favorable serà ell qui haurà de demanar el seu retir. Mentrestant, se succeïen al Campo de Mayo deliberacions entre oficials més joves que van continuar l'endemà. Ávalos va convèncer Farrell perquè els escoltés a Campo de Mayo i finalment va accedir que un oficial partidari de Perón, el general Juan Pistarini li demanés la renúncia als seus càrrecs, la que es va concretar el 9 d'octubre. El 12 d'octubre, Perón va ser detingut i portat a l'Illa Martín García. En aquell moment els líders del moviment opositor van tenir el país i el govern a la seva disposició. «Perón era un cadàver polític», i el govern, presidit formalment per Farrel, estava en realitat en mans del general Ávalos qui, encara que membre del GOU, només pretenia lliurar el poder als civils quan més aviat millor. Després d'una àmplia mobilització obrera el 17 d'octubre del 1945, Perón va ser alliberat i diversos dels seus partidaris van ocupar càrrecs al nou gabinet. Pocs dies abans de les eleccions del 1946, l'oposició també havia preparat un cop d'Estat, que no es va posar en marxa. El seu govern va enfrontar una dura oposició antiperonista que va incloure actes terroristes a partir de l'abril del 1953, i connats militars a partir del setembre del 1951. En general assenyalen el seu origen en les conspiracions colpistes i els actes terroristes antiperonistes, com l'intent de cop d'Estat de 1951, l'atemptat a la Plaça de Mayo del 15 d'abril de 1953 que va assassinar sis manifestants peronistes i en va ferir noranta més, i el bombardeig de la Plaça de Mayo de 1955, en què van ser assassinades per sectors antiperonistes 308 persones identificades.
El 1946, sectors lligats a la Societat Rural Argentina (SAR), la secció local de la UCR a Corrientes i el Partit Liberal de Corientes van planejar un atemptat contra la seva vida, durant la campanya electoral que portaria a Perón a la presidència. El 3 de febrer del 1946, el diari El Laborista de Buenos Aires informava que opositors polítics a Perón davant la marxa pels carrers de Goya es van posicionar sobre els sostres amb armes. Des d'un vehicle en què viatjaven els liberals Bernabé Marambio Ballesteros, Gerardo Speroni, Juan Reynoldi i Ovidio Robar, van disparar amb armes de foc a la gent que des del port assabentada de la notícia marxava cap al centre per repudiar l'intent d'assassinat.
Un dels primers antecedents de l'intent de cop d'Estat es va produir la matinada del 28 de setembre de 1951, quan el capità Alejandro Agustín Lanusse, futur president de facto, es va apoderar de la porta número 8 de Campo de Mayo i per ella van ingressar Benjamín Andrés Menéndez i el seu estat major. A tot això va arribar el cap del C-8, tinent coronel Julio Cáceres, que va rebre el suport dels sotsoficials, produint-se un tiroteig en el qual va caure mort el caporal Miguel Farina per les forces colpistes. Dels trenta tancs només van poder mobilitzar set (és probable que per sabotatge dels sotsoficials), però abans d'arribar a la sortida cinc més van tenir desperfectes i van haver de ser abandonats.
Perón va ser informat pels serveis d'intel·ligència que el complot estava encapçalat pels generals Benjamín Andrés Menéndez (retirat del servei des del 1942), Julio Alsogaray, Tomás Sánchez de Bustamante i Alejandro Agustín Lanusse. En un segon pla hi havia els oficials Larcher, Guglialmelli, Álzaga i el capità de navili Vicente Baroja. Menéndez va convocar a una reunió secreta per transmetre a referents de l'oposició els passos a segui. Hi van assistir Arturo Frondizi (de la UCR), Américo Ghioldi, Horacio Thedy (en representació dels Demòcrates Progressistes), i Reynaldo Pastor. Tot i això, l'intent colpista va fracassar aviat.
El 1953, el capità de fragata Jorge Alfredo Bassi es va embarcar en el rutinari viatge d'instrucció de la Flota de Mar, durant el qual va tenir la idea d'atacar la Casa Rosada de la mateixa manera que els japonesos havien atacat Pearl Harbor. Mitjançant amics comuns va sol·licitar a Eduardo Lonardi la seva ajuda però aquest no en va fer cas.
El 15 d'abril del 1953 es va produir un atac terrorista que va consistir en la detonació de dues bombes mentre es realitzava un acte sindical organitzat per la Confederació General del Treball (CGT) a la Plaça de Mayo (davant la Casa de Govern). Com a resultat van morir sis persones, més de 90 van quedar ferides i 19 mutilats en el que és considerat un primer assaig del posterior bombardeig a Plaça de Mayo de 1955 i del cop de setembre.
Després de l'atemptat del 1953 es va reactivar la conspiració i fins i tot es van elaborar dins de la Marina plans que sota l'aparença d'exercicis de guerra tenien com a finalitat preparar-se per a un cop futur. Després del cop d'Estat de 1955, que va enderrocar Perón, van ser amnistiats per la Revolució Alliberadora.
Tan aviat es van fer callar els ressons de les bombes detonades a la Plaça de Mayo, durant abril de 1953 un grup de capitans de fragata i de corbeta van elaborar un pla per capturar el President el juliol de 1954, en ocasió de la seva visita a vaixell insígnia de la flota durant les cerimònies del Dia de la Independència, que va acabar en fracàs.
Raúl Lamuraglia era un home de negocis que havia finançat la campanya de la Unió Democràtica, que va enfrontar a les eleccions del 1946 la fórmula de Perón, a través de milionaris xecs del Bank of New York que havien tingut com a destí sostenir el Comitè Nacional de la Unió Cívica Radical i els seus candidats José P. Tamborini i Enrique Mosca. El 1951, l'empresari havia aportat recursos per donar suport al motí fallit del general Benjamín Menéndez, cosa que el va portar a la presó, i després de sortir en llibertat va marxar a l'Uruguai. Gràcies a la seva fortuna, va comprar un avió de combat als Estats Units d'Amèrica per bombardejar la Plaça de Mayo i matar Perón. Tripulat per un aviador naval, Luis Baroja, el caça bombarder volaria fins a la Plaça de Mayo, en ple acte del peronisme, per metrallar el balcó on parlaria Perón. Lamuraglia es reunia amb referents del Partit Colorado de l'Uruguai. Dies abans, es va trobar en secret amb el president Luis Batlle Berres i l'empresari argentí Alberto Gainza Paz a la seva residència estiuenca de Punta del Este, que li van oferir suports per al pla de magnicidi. Instal·lat novament a Buenos Aires, l'empresari radical Lamuraglia va oferir la seva casa de camp de Bella Vista per organitzar la conspiració i es va comprometre a finançar un futur cop. El novembre de 1954 es van reunir Bassi, Lamuraglia, Francisco Manrique, Néstor Noriega, l'excapità de l'exèrcit Walter Viader, Carlos Bruzzone, el comandant de tropes de la Força Aèria Agustín de la Vega, i polítics opositors, entre ells el polític radical Miquel Àngel Zavala Ortiz, l'intel·lectual conservador Américo Ghioldi, Jaime Mejía, Mario Amadeo i l'advocat Luis María de Pablo Pardo (futur Ministre de l'Interior d'Eduardo Lonardi), Adolfo Vicchi (futur ambaixador davant dels Estats Units d'Amèrica durant la dictadura d'Aramburu), i Alberto Benegas Lynch. Olivieri no només va admetre haver ordenat disparar contra els civils que envoltaven l'alçat Ministeri de Marina (avui edifici Guardacostes, seu de la Prefectura Naval, a l'Avinguda Madero i Perón, llavors Cangallo), sinó que fins i tot va ordenar disparar després d'haver disposat un alto el foc i enarborar la bandera blanca de parlament. En redactar les memòries dos anys més tard, Olivieri seguirà reivindicant haver ordenat disparar als civils.
El 16 de juny de 1955, un sector de l'Aviació Naval va bombardejar Buenos Aires causant 364 morts (algunes versions eleven aquesta xifra a 500) i un miler de ferits. Sota la cobertura dels atacs aeris, les tropes d'Argerich van atacar els granaders que defensaven la Casa Rosada.
A Buenos Aires, el 29 d'agost el diari La Época informava que al Barri Nord, residencial de classe alta, havia estat desbaratada una organització de «pitucos» que disposaven de diners, armes i vehicles en abundància. Planejaven atemptats i estava integrada per Emilio de Vedia y Mitre (fill), Mario Wernicke, Emilio Allende Posse, Carlos Ocantos, Héctor López Cabanillas i Julio E. Morón.
Per a principis de setembre de 1955, la UCR havia convocat un acte a la Casa Radical, on van repartir armes en comitès i en parròquies. Els comandos civils ultracatòlics (anomenats «palomas») van convocar l'acció armada. Prèviament van negociar un crèdit amb la Societat Rural Argentina perquè financés activitats desestabilitzadores, com ara sabotatges a la xarxa elèctrica, als cables de l'empresa telefònica Entel i trets a les rodes de camions de bombers i ambulàncies; dies abans representants de la UCR i comandos civils van viatjar cap a l'Uruguai per entrevistar-se amb Emilio Eduardo Massera, Horacio Mayorga, Oscar Montes i Osvaldo Cacciatore. A Córdoba es van succeir atemptats amb bombes o incendis: contra sis unitats bàsiques peronistes, la seu de la Unió d'Estudiants Secundaris (UES), de la Confederació General Universitària i un bust d'Eva Perón a Unquillo.
Pel que fa als diversos motius del cop d'Estat, es va esmentar la revisió i/o eliminació de les reformes realitzades durant el govern de Perón, el projecte de tornar al país agro-pastoril, i revisar els suposats drets laborals, i beneficis socials.
Segons el Ministre de Treball Raúl Migone: «Hem de revisar els convenis per veure en quina mesura la productivitat pot penetrar en ells, en aquesta mala herba de pseudo o reals conquestes socials, per tractar que el país adquireixi una nova dinàmica; les conquestes socials en el règim deposat no van ser tals».
El ministre d'Indústria d'Aramburu, Alvaro Alsogaray, va explicar: «Ens proposem implantar la plena vigència del sistema de la lliure empresa privada».
D'altra banda, el 16 de març de 1957, un dels dirigents sindicals que lideraven la Comissió Pro Recuperació dels Sindicats Lliures (CPRSL), Serafino Romualdi, declarava al diari La Nación: «Aquesta política de constant i determinada oposició al règim peronista totalitari de l'Argentina i als seus sostenidors sindicals ens va valer la reconeguda estima de les agrupacions obreres democràtiques, a les quals seguim considerant com a legítims portaveus de les masses obreres argentines». I va afegir: «Un veritable moviment obrer no pot sacrificar mai la llibertat i la democràcia per obtenir alguns avantatges materials».

## El cop d'Estat
El 16 de setembre de 1955 es va iniciar el cop d'Estat que enderrocaria el president constitucional Juan D. Perón, el Congrés de la Nació Argentina i els governadors provincials. La sublevació es va iniciar a Córdoba, va ser liderada pel general Eduardo Lonardi i es va estendre fins al 23 de setembre. El 16 de setembre de 1955, després d'ingressar a l'Escola d'Artilleria a Córdoba, Lonardi es dirigeix al dormitori del cap de la unitat, i davant d'un intent de resistència d'aquest li va fer un tret. La consigna era: «cal ser brutals i procedir amb la màxima energia». El cop d'Estat estava en marxa. Sáenz Quesada narra que a la Casa Radical lliuraven armes cedides per la Força Aèria per combatre les forces constitucionals.
Els majors enfrontaments es van produir a Córdoba, on hi va haver almenys 112 morts. Allí, Lonardi va atacar la d'Infanteria, els comandaments del qual no van voler afegir-se al cop i havien decidit defensar el govern constitucional. El mateix Eduardo Lonardi cometria el primer assassinat de la Revolució Alliberadora en donar-li un tret al cap al cap de l'Escola d'Artilleria a Córdoba, per no sumar-se a la revolta. Dies després és el responsable de la repressió el 17 d'octubre de 1955 (i l'execució del qual va estar a càrrec del general Raúl Justo Bengoa) on tres tancs Sherman ametrallen a una manifestació de prop de 5000 persones a Pavón i Centenari Uruguaià, deixant morts i ferits. El suport de la jerarquia catòlica va ser decisiu. El col·legi catòlic Sant Josep de Córdoba s'havia convertit en un dipòsit d'armes, arribant a emmagatzemar-se còctels molotov als dormitoris dels sacerdots, i als soterranis del seminari major es feien exercicis de tir amb fusells.
El 17 de setembre de 1955, el poble de Río Colorado va patir el primer bombardeig per part de les forces militars que havien desfermat el cop. Aquest dia la Infanteria de Marina va ocupar Bahía Blanca després de bombardejar la ciutat, però tropes lleials al govern van marxar sobre ella. També va ser bombardejada pels colpistes Mar del Plata. El 18 de setembre, Policia de la Província de Buenos Aires i el Regiment 7 d'Infanteria van derrotar a la sublevada Escola Naval de Río Santiago.
El 19 de setembre van ser acorralades les tropes colpistes de Córdoba al centre de la ciutat i el seu comando operatiu al Cabildo d'aquesta ciutat va estar a punt de ser pres per assalt per part del general Miguel Iñíguez i la seva tropa.
Quan el cop semblava fracassar es van donar dos factors: una part de l'Esquadra de Mar a càrrec d'Isaac Rojas va arribar a l'alçada de Pontón Escalada i va llançar el seu ultimàtum: si Perón no hi renunciava, bombardejarien la ciutat de Buenos Aires i la refineria de petroli de La Plata. Per demostrar la seva decisió, va ordenar el bombardeig de la refineria de petroli de Mar del Plata, destruint-la. El creuer ARA 17 d'Octubre va obrir foc des d'una distància de 9000 metres i va impactar els dipòsits de combustible del port, que van esclatar i es van incendiar, disparant 69 projectils, que els van destruir completament. Després d'aquesta demostració de força, l'Armada colpista va fer conèixer el seu ultimàtum perquè Perón renunciés. A partir d'aquell moment, «ordres civils» comencen a actuar fent actes de terrorisme. Davant la possibilitat d'una guerra civil, Perón va renunciar i va transferir el comandament a una junta militar.
En aquell moment, la societat marplatense estava dividida en dues forces socials, la peronista i l'antiperonista. Dins la primera es trobaven la majoria del moviment obrer organitzat, els quadres polítics del Partit Peronista local, el cercle del port del Partit Comunista local, el Partit Socialista Revolució Nacional regional Mar del Plata, el gruix dels efectius de la policia i alguns soldats de l'exèrcit. Per part dels antiperonistes a primera línia van estar el Partit Socialista local, la Unió Cívica Radical local, el Partit Laborista marplatense, el Centre Universitari Marplatense (CUM), la UOL, la Casa del Poble, l'Armada, la Federació Llibertària Argentina filial Mar del Plata, la UCIP, el Club Espanyol, entre d'altres.
En el marc del conflicte entre Perón i l'Església, per resolució ministerial les germanes Franciscanes van ser desplaçades de l'asil Unzué, i van ser reemplaçades per personal civil. No van transcórrer dues setmanes, quan el 13 de juny es va realitzar un acte de repudi popular a la plaça Eva Perón amb l'intent de desagreujar la bandera nacional i la memòria d'Eva Perón, el qual va tenir àmplies proporcions. A l'Escola Antiaèria es va fer un altre acte de les mateixes característiques. Tres dies més tard, quan estava sent bombardejada la Plaça de Mayo, el govern municipal va exhortar el poble a reunir-se a Plaça Sant Martí i romandre fins que Perón rectifiqués la decisió de renunciar a la presidència; mentrestant, prop de 500 obrers de la CGT regional Mar del Plata van viatjar a la Capital Federal amb motiu de la concentració a plaça de Mayo. Des del camp colpista, el general Lucero, en el moment de produir-se el bombardeig a la Capital, va ordenar a les guarnicions de Tandil, Azul i Mar del Plata que avancessin sobre la base naval d'aquesta última ciutat i se n'apoderessin. Alhora, la Companyia Núm. 7 d'Infanteria de la Marina a càrrec del capità de navili César Poch, es va dirigir cap a l'aeroport de Camet per embarcar-se en dos avions que els traslladarien a Buenos Aires. En arribar a les proximitats de l'aeroport van observar que les instal·lacions estaven custodiades per efectius de l'exèrcit amb l'objectiu d'impedir que s'hi acostessin. Davant d'aquest fet el cap de la companyia, el tinent de navili José Antonio d'Urquiza, va intentar persuadir els oficials de l'exèrcit que estaven a càrrec de la defensa del lloc. Davant la negativa d'aquests es van disposar per iniciar el combat que no va arribar a desencadenar-se a causa de la notícia del fracàs del cop a la capital.
El 2017, l'Arxiu Nacional de la Memòria va concloure una investigació sobre la quantitat de persones mortes al cop, documentant almenys 156 víctimes fatals. El primer mort va ser un sotsoficial de la Policia Federal assassinat la matinada del 16 per un grup de civils lligats al radicalisme al barri de Belgrano. Segons consta a l'acta de defunció, va ser assassinat per un comando civil com els que integrava Mariano Grondona. A Córdoba, la quantitat més gran de morts es va produir en l'atac de l'exèrcit colpista a la Prefectura de Policia legalista. Al Riu de La Plata, sis dels morts van ser producte del bombardeig de l'Armada al barri Campament d'Ensenada, dos soldats del Regiment 7 de La Plata (legalista), dos policies de la província de Buenos Aires que van enfrontar juntament amb els veïns els marins colpistes, un dirigent ferroviari que es va quedar a atendre els soldats i un altre veí que va morir hores després. També hi va haver 28 morts a Buenos Aires, capital i província; 16 a Ensenada, i 5 a Santa Fe (dels quals quatre eren de Rosario i un de Reconquista). Altres fonts indiquen que els colpistes es van cobrar al voltant de 2000 víctimes fatals.
El cop va comptar amb el suport actiu de Comandos civils, d'un sector de l'Església catòlica que va fer de nexe entre Lonardi i els comandos civils, i el Regne Unit, que va mostrar una forta hostilitat al govern de Juan D. Perón i va finançar el cop de setembre, proveint diners, armament i combustible a les forces colpistas. També van donar suport al cop alguns partits polítics, com la Unió Cívica Radical. El sant i senyal dels conspiradors va ser «Déu és just».
«Dins dels anomenats goril·les, els comandos civils van ocupar un espai central». Després del cop de setembre del 1955 «en accions paramilitars o parapolicials (…) van ocupar sindicats i van oficiar de trencavagues».
El 20 de setembre, Lonardi s'autoproclama des de Córdoba President provisional de la Nació, disposant com a seu del nou govern a la província de Córdoba, fins al seu trasllat a la Capital Federal. El 23 de setembre del 1955 es va fer càrrec de la suma del poder públic. La banda presidencial li va ser lliurada pel cardenal rosari Antonio Caggiano, que també va signar l'acta de presa del poder. Les seves primeres mesures van ser dissoldre el Poder Legislatiu, enderrocar els membres de la Cort Suprema de Justícia i tots els governadors i legislatures provincials, i fer-se càrrec dels poders legislatiu i executiu, atribuint-se el títol de «President». Els dies següents nomenaria per decret els membres de la Cort Suprema i els interventors de les províncies.
Lonardi seria qui va cometre el primer assassinat de la dictadura en donar-li un tret al cap al cap de l'Escola d'Artilleria a Córdoba, per no sumar-se al cop. Dies després és el responsable de la repressió el 17 d'octubre de 1955 (i l'execució del qual va estar a càrrec del general Raúl Justo Bengoa) on tres tancs Sherman ametrallen a una manifestació de prop de 5000 persones a Pavón i Centenario Uruguayo, deixant morts i ferits.
La Junta Consultiva Nacional va jurar la nova Constitució sancionada durant el règim militar amb importants proscripcions polítiques (reforma constitucional de 1957) i va convalidar els afusellaments de militars i civils que van participar la sublevació liderada pel general Juan José Valle el 1956.

## Primers aixecaments de resistència
El 16 de setembre de 1955, tot just iniciat el cop contra el govern constitucional, van aparèixer focus de resistència a Rosario, que durant 7 dies van suportar el setge dels colpistes. El general Bengoa, amb reforços militars, armament i municions suficients, assetja la ciutat provocant una guerra civil a Rosario. Assetjats, sense aliments i sense armament, les forces lleials a Perón, el Regiment Militar II d'Infanteria de Rosario al costat dels treballadors del cordó industrial, avança sobre els sectors colpistes. Allí la resistència peronista va ser una de les més actives. Tenia una base social àmplia. A Rosario, el cop i la posterior repressió es van cobrar més de 400 morts entre nens, dones i homes de diferents edats, a més de centenars de ferits. Rosario, tan bon punt es va donar el cop d'Estat, va ser un dels llocs més resistents; aquell dia, obrers del port de la zona sud, dels escorxadors amb els seus cavalls, del frigorífic Swift, estibadors..., la ciutat és pràcticament presa pel poble peronista. Van aixecar barricades als carrers, a les cantonades i van tallar el trànsit.
Amb resistències a Rosario, Mar del Plata, Tucumán i a l'àrea metropolitana de Buenos Aires, Lonardi s'autoproclama President Provisional a Córdoba. Davant el cop militar, el nord de la Patagònia també va intentar una resistència. El setembre del 1955 forces de la guarnició militar d'Esquel, Neuquén i Bariloche van convergir cap a Bahía Blanca per ajudar el regiment V d'Infanteria a reconquerir la plaça. Les forces que van sortir de Neuquén van ser detingudes a Rio Colorado i les que provenien de Bariloche i Esquel a Stroeder (província de Buenos Aires).
En tant, a Mar del Plata en les primeres hores del cop hi va haver incidents, com la irrupció de partidaris del cop al local de la CGT, on van destruir distintius i documentació, per després treure tots els mobles al carrer i cremar-los a una gran foguera al mig del carrer Catamarca (Incendi de locals peronistes de 1955).
La mateixa sort van córrer el local del consell de districte del Partit Peronista, al carrer Mitre, diverses unitats bàsiques masculines i femenines, el Centre d'Empleats de Comerç, locals de gremis i la delegació del ministeri de Treball i Previsió.

## La dictadura d'Eduardo Lonardi

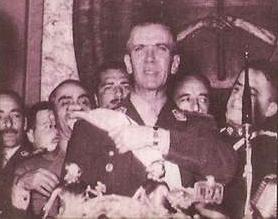
El General de Divisió Eduardo Lonardi el dia que assumeix el poder el 1955

Quan Eduardo Lonardi va arribar a Buenos Aires per fer-se càrrec del govern provisional, els comandos armats realitzaven missions de protecció a l'Aeroparc, on va aterrar en un DC-3 que el va portar de Córdoba i va recórrer a la Costanera i l'avinguda Leandro Alem, pel camí cap a la Casa Rosada, acompanyat d'Isaac Rojas. El 21 de setembre, les forces armades van rebre des de Córdoba, l'ordre d'eliminar aquest focus de resistència al cor de la ciutat portenya i van avançar-hi amb canons i dos tancs Sherman, enviant un emissari perquè es rendissin. Els canons i els tancs van disparar i una cinquantena d'homes, encapçalats per Guillermo Patricio Kelly, es van rendir. Els que van quedar dins van morir sota la runa de l'edifici de tres pisos, destruït a canonades. S'ignora el nombre de morts que alguns eleven a més de 400 persones.
Eduardo Lonardi va governar 52 dies mantenint algunes algunes polítiques precedents que s'havien gestat durant el govern constitucional de Juan Domingo Perón.
Durant els seus primers dies, grups de xoc anomenats Comandos Civils havien ocupat per la força una quantitat considerable de locals sindicals. Entre ells hi havia els locals de l'Associació Bancària, la Federació Gràfica, La Confederació d'Empleats de Comerç, la Fraternitat, el SUPE, la Unió Ferroviària, entre d'altres.
Lonardi patia un càncer, els símptomes del qual ja eren notables al començament del cop i que finalitzaria amb la seva vida el març de l'any següent. Representava una fracció de les forces armades, d'orientació nacionalista catòlica, que tenia com a objectiu enderrocar Perón i excloure'l de la vida nacional, així com impedir que el peronisme tornés al poder. Lonardi va alliberar de la presó Benjamí Menéndez, i també va alliberar i va nomenar com a Cap de Granaders Agustín Lanusse. Lonardi va ser enderrocat pel sector liberal dels colpistes.
El govern militar de Lonardi va clausurar el Congrés de la Nació, va deixar cessant per Decret 415/55 del 6 d'octubre de 1955 tots els jutges de la Cort Suprema de Justícia, per primera vegada des de la seva organització, la Cort era renovada sense el procediment constitucional. Desapareixia el respecte pels passos constitucionals i els governs militars o civils que se succeirien apel·larien a tota mena de violació d'aquestes normes per canviar els jutges de la Cort i fins i tot els d'instàncies inferiors. D'aquesta manera, la independència i la inamobilitat dels jutges va desaparèixer. Paral·lelament va ser remogut el procurador via decret i de la mateixa manera va ser nomenat procurador general per Decret 415/55 del 6 d'octubre de 1955 Sebastían Soler, l'antiperonisme del qual va posar de manifest en diversos dictàmens. El cop del 1955 va produir la suspensió de l'Estat de dret, de les activitats polítiques, partidàries i gremials i el cessament de tots els mandats electius. A les províncies, els governs van ser intervinguts i de manera similar es va procedir amb els municipis. La CGT va ser intervinguda i van robar de la seva seu el cadàver d'Eva Duarte. S'inicià judici de «traïció a la pàtria» contra Perón i a tots els legisladors peronistes.
En matèria universitària, la primera norma va ser el Decret 1339/55 del 30 de setembre de 1955 a la setmana de prendre el poder, s'hi decreta la intervenció de la Universitat de Buenos Aires i la resta de les universitats nacionals, deroga la Llei 13031 i la Llei 14297, i confereix a l'Interventor a la Universitat de Buenos Aires, i als Delegats Interventors, les facultats del Rector, Degà i respectius Consells que queden suprimits. El 7 d'octubre de 1955, es dicta el Decret 47812/55, conseqüència de l'anterior, pel qual es posa en comissió tot el Claustre de Professors de la Universitat. Amb l'article 3 del dit decret s'obre pas a les noves designacions de forma arbitrària eliminant els concursos docents i es faculta els interventors a les universitats a designar, a proposta dels delegats interventors de cada unitat acadèmica, professors titulars, adjunts o auxiliars, amb caràcter interí. També s'obliga que: «Els qui van ser còmplices en aquesta tasca de subvertir la funció de la càtedra o van expressar públicament, o des de la Universitat, o des de càrrecs públics, la seva adhesió a (el govern constitucional deposat), no tenen autoritat moral necessària per exercir funcions de professor universitari».
Va adoptar una política econòmica que afavoria els sectors exportadors agropecuaris i financers. També va prohibir el sindicalisme i associacions gremials, a les fàbriques es va imposar una fèrria disciplina laboral que juntament amb la intervenció militar als sindicats buscava un fort disciplinament de la classe obrera. Els països compradors de les exportacions argentines estaven aplicant pràctiques restrictives. Es van registrar dèficits a la balança de pagaments constants entre 1955 i 1958, les reserves van declinar i es van acumular els deutes comercials, la balança de pagaments va començar a ser deficitària seriosament. El deteriorament dels salaris per aturar l'increment dels preus i l'alarmant situació inflacionària provocarien tensions socials.
El seu lema va ser «ni vencedors ni vençuts», presa de Justo José de Urquiza, una de les frases polítiques més famoses de la història argentina. A dos quarts de cinc de la tarda de l'11 de novembre, els bisbes Antonio Caggiano i Fermín Emilio Lafitte van visitar Lonardi. La Conferència Episcopal va agrair l'exempció impositiva que va decretar Lonardi per a les escoles catòliques com a gentilesa pel suport de la cúpula eclesiàstica al cop d'Estat del setembre. Van ser clausurades publicacions com la revista De Frente i el diari Palabra Argentina.
Lonardi era un militar que havia tingut una controvertida actuació, va ser agregat Militar a Xile el 1942 on es va veure embolicat en un cas d'espionatge que el va portar a estar detingut a aquell país. A Xile, el 1942 va mantenir vincles amb l'empresari alemany August Siebrecht, president del Club Alemany. Siebrecht li proporcionava un canal amb els cercles nazis i amb el capità Gerardo Ilabaca. El 2 d'abril del 1938, el capità va arribar a les oficines del passatge Matte, on esperaven Lonardi i la seva amant Ana María Cormack. Ilabaca va entregar els documents i va reclamar els diners acordats. Quan Cormack sortia a buscar els diners a canvi de la informació, la policia d'Investigacions va ingressar a l'oficina, va escorcollar el departament i va detenir els espies. Els diaris xilens de l'endemà informaven que al lloc s'havia trobat un maletí ple de diners. Lonardi va ser portat a la penitenciaria de Santiago, i va ser discretament posat a la frontera i deportat del país per ordre directa del president Arturo Alessandri. Quan es van conèixer els fets, l'ambaixador Quintana i la cancelleria van prometre que Lonardi seria castigat. En arribar a Buenos Aires, l'oficial Lonardi va ser detingut i va estar durant 15 dies sota arrest a l'Hotel Savoy, a l'espera que se li formés un consell de guerra. Mercedes Villada Achával, esposa de Lonardi, membre d'una aristocràtica família de Córdoba, vinculada amb bisbes i militars, va mobilitzar totes les seves influències per evitar-li el processament. El va salvar de la destitució i de la baixa deshonrosa gràcies a un donatiu generós. Lonardi va participar en el cop de 1943 i en l'intent de cop contra Juan Domingo Perón de 1951, i després va ser passat a retir.
Els interventors nomenats per reemplaçar els governadors provincials electes deposats van rebre una ampliació de facultats que els va permetre actuar sense consulta prèvia en qüestions vinculades amb les finalitats revolucionàries, el règim constitucional, municipal, impositiu i legislatiu, i acumulant en les seves persones els poders legislatiu, judicial i executiu. Aquest constructe entre la legalitat avasallada (la Constitució Nacional) i la il·legalitat imperant (la proclama revolucionària) constitueix un tret peculiar del govern de facto.
El govern militar va formar 60 comissions investigadores, amb àmplies facultats, el grau de discrecionalitat i poder atribuït als comandos civils antiperonistes i a les comissions investigadores va donar com a resultat milers cessaments, empresonaments, processament de funcionaris i afins. Fins i tot es va arribar a sancionar la Selecció Argentina de Bàsquet que havia aconseguit el campionat mundial de 1950, i que després va passar 30 anys sense obtenir títols. Entre les facultats que van rebre hi havia la possibilitat d'aturar persones, escorcollar-los i segrest de la documentació sense autorització de cap jutge, bloqueig de béns, trasllat de detinguts, ocupació d'habitatges de sospitosos de simpaties amb el peronisme, expropiació de béns, etc. Aquestes comissions van quedar majoritàriament en mans de les agrupacions polítiques com la UCR, impulsora de denúncies. Les comissions instaven la població mitjançant comunicats de premsa, audicions radials i sota amenaça de detenció als ciutadans de cada ciutat a denunciar els seus veïns, col·legues, empleats o patrons que adherien al peronisme. La major part de les conseqüències van recaure sobre els municipis, la policia, les escoles, els sindicats i els centres d'assistència. Els mitjans de premsa també van ser perseguits per aquestes comissions i els seus braços parapolicials, els comandos civils. Es va indicar als directors d'establiments escolars secundaris i als professors universitaris que lliuressin llistes amb estudiants simpatitzants del peronisme o que indiquessin de qualsevol discurs que pogués ser titllat de peronista durant l'assistència a classes.
Les autoritats militars van col·laborar activament en la repressió mitjançant la creació d'ordres civils, que actuaven com a grups de xoc en suport al govern de facto, als quals van posar sota la seva dependència les policies locals que van delatar i castigar simpatitzants del peronisme, que van ser organitzats seguint el model de les Einsatzgruppen i les Organizzazione per la Vigilanza e la Repressione dell'Antifascismo (OVRA). El radicalisme va acceptar integrar les comissions investigadores juntament amb sectors del partit Demòcrata Nacional.Opina la historiadora Martha Ruffini que «La febre de denúncies i delacions s'adverteix en la documentació rellevada que dona compte d'un esperit revengista, temorós del ressorgiment de l'hegemonia peronista però complaent amb el govern de facto». Els suports financers per a les activitats d'aquestes organitzacions també s'emparenten a sectors agropecuaris i financers. Els suports tècnics militars i logístics van ser proporcionats majoritàriament per sectors de les Forces Armades i de Seguretat.
Durant la seva dictadura s'entonarà la Marxa de la Llibertat, la lletra i la musicalització de la qual corresponen Manuel Rodríguez Ocampo i Manuel Gómez Carrillo (fill); els qui la van compondre just després del 16 de juny, amb un to reminiscent de l'himne franquista Cara al sol.

### Assassinat de Manuel Chaves
La nit del 22 de setembre de 1955, menys d'una setmana després del cop, un comando militar integrat per marins i un comando civil antiperonistes de la UCR va irrompre a casa del secretari general de l'ATE i la CGT a la localitat de Buenos Aires d'Azul, Manuel Chaves, esbotzant la porta. Després d'entrar al domicili, els homes que integraven el comando civil, per membres del comitè de la UCR de Recoleta, van violar l'esposa de Chaves, sota l'atenta mirada dels marins, que no hi van intervenir, excepte per colpejar Chaves quan va intentar defensar la seva dona, fins a deixar-lo inconscient. Comesa la violació, els civils radicals van procedir a intentar violar la petita filla de Chaves, Merceditas, de 4 anys, però davant els crits de la nena que va alertar els veïns van desistir. Després de la violació, van matar d'una ràfega de metralladora el dirigent sindical davant de la seva esposa i els quatre fills.

### Repressió
El 1r de novembre, la Marina va ocupar el Ministeri de Treball per tal de desencadenar la repressió dels sindicalistes peronistes. Cerruti Costa resisteix a la pressió i assoleix, amb el suport de Lonardi, un nou pacte amb laCGT, per al qual tornen a ser reconegudes les autoritats del sindicat de la central i es decideix designar en comú segons els auditors sindicals que tornarien a la normalització. Un conjunt amb els grups de xoc anomenats comandos civils havien ocupat per la força una quantitat considerable de locals sindicals. Entre ells hi havia els locals de l'Associació Bancària, la Federació Gràfica, La Confederació d'Empleats de Comerç, la Fraternitat, el SUPE, la Unió Ferroviària, entre d'altres, proveïts amb armes de la Marina.
El seu govern de facto va ser tenyit per les persecucions al peronisme, que sense ser tan accentuat com el que va seguir amb Aramburu, posava en evidència la seva debilitat per controlar els sectors més antiperonistes que es van llançar a ocupar espais a tots els nivells, ingressant a punta de pistola en locals partidaris, sindicats i universitats. També va procedir a la presó i interrogar milers de líders peronistes i sindicals, mentre entraven per la força a les seves llars. La filla del general Lonardi assenyala el coronel Carlos Eugenio Moori Koenig com el capitost dels comandos civils que van actuar com a força parapolicial organitzada en tots els atacs patits per locals peronistes i sindicats; a més aquest militar va ser el que va complir la missió d'ultrajar el cadàver d'Eva Perón. Mentre, la família d'Evita va ser perseguida i els Duarte es van exiliar a Xile i no van tornar fins al 1962.
La Confederació General Econòmica (CGE) va ser intervinguda per Lonardi. Va ser declarada il·legal i intervinguda militarment. Pel 30 de setembre de 1955, s'havia ocupat nombrosos sindicats, com la Federació Gràfica, la Unió Ferroviària, la UTA, l'Associació Bancària, el SUPA (portuaris), entre d'altres. Davant la inacció del govern per frenar aquestes ocupacions il·legals per part de grups armats, la CGT va demanar una reunió d'urgència amb Lonardi. Lonardi seria acusat de limitar la llibertat de premsa, condemnant la imposició de la uniformitat de la premsa (agreujada per la presència de «veedores» en alguns d'ells), rebutjant-se per al seu conducte qualsevol principi de llibertat aplicat a la premsa. També va habilitar la prohibició explícita i implícita de determinades informacions com a conseqüència natural de la intervenció de les empreses. El dirigent radical Carlos Walter Perkins, col·laborador civil de Lonardi va declarar: «A tots els que ataquen una revolució que ha restablit la llibertat de paraula, jo els tallaria la llengua»
Després de setembre del 1955 es procedeix a l'expulsió dels empleats identificats amb el peronisme. L'Associació Bancària va ser intervinguda i posada sota la direcció de César González. Va ser una de les tantes intervencions de facto realitzades pels comandos antiperonistes armats. L'assalt va tenir lloc el 4 d'octubre. Empleats de diferents bancs van organitzar una assemblea del 1957 a la qual van assistir més de mil persones. Vist el poder de la convocatòria, van decidir prendre la seu de l'Associació Bancària, expulsar la intervenció i designar una Mesa Coordinadora. La dictadura militar havia decretat un augment salarial per als treballadors dels bancs, però el procés inflacionari d'una taxa anual superior al 25% va anar erosionant la capacitat de compra.
Mentrestant, el peronisme va intentar maniobrar aprofitant les diferències entre els dos corrents militars per obtenir avantatges i guanyar temps per reorganitzar-se al voltant del moviment sindical. Per això, aquell moment era conegut com «entente cordiale».
El 5 d'octubre de 1955, la conducció de la Confederació General del Treball (CGT) va renunciar a assumir la direcció provisional Andrés Framini, i Luis Natalini de Luz y Fuerza.
La CGT va augmentar la pressió sobre el govern perquè s'abstingués d'intervenir en la situació interna dels sindicats, buscant imposar dirigents no peronistes i antiperonistes. El 26 d'octubre, en una reunió amb el ministre de Treball Luis Cerruti Costa, la CGT li va exigir deixar de donar suport als grups opositors, sota amenaça de declarar una vaga general. Cerruti Costa rebutja l'exigència sindical i, dos dies després, estableix noves regles per a la «normalització sindical» que, en els fets, deixaven sense efecte l'acta signada amb la CGT. Les noves regles establien la caducitat dels mandats dels dirigents de la CGT i els sindicats, i la crida a eleccions controlades per les Forces Armades. Davant d'això els sectors «liberals» del règim militar es van moure per obtenir més poder.
L'endemà d'assumir la direcció de la CGT, Framini i Natalini van signar un pacte formal amb el ministre Cerruti Costa, pel qual el govern reconeixia les autoritats de la CGT i es comprometia a designar interventors imparcials als sindicats, on s'haurien de fer fer eleccions democràtiques en 120 dies. Per la seva banda, la CGT va acceptar l'eliminació del preàmbul de l'estatut on s'adoptava la doctrina peronista i l'eliminació del 17 d'octubre com a festiu.
A finals de setembre es va reobrir la Presó d'Ushuaia de l'Armada Argentina, que el 1947, durant el govern de Juan D. Perón, el penal va ser clausurat pel seu llavors director Roberto Pettinato (pare) per raons humanitàries. Més de 2 mil dirigents peronistes van tornar com a presoners polítics al penal, entre ells els sindicalistes Andrés Framini i José Espejo (titular de la CGT a la dècada peronista), a més d'Héctor J. Cámpora.
Sobre aquesta etapa es produirà una persecució molt violenta a la classe treballadora. Això implica la intervenció de tots els sindicats, que fa que els sectors més antiperonistes i reaccionaris a través del que es deien els comandos civils que ocupaven a punta de pistola els sindicats i tractessin per tots els mitjans de posar gent afí com a interventors. Això generarà una gran resistència que de mica en mica es va conformant. El coronel Raimundez assumia com a interventor administratiu de la CGT. Mentrestant, diversos gremis seran assaltats i ocupats pel sindicalisme «lliure», amb el suport dels comandos civils i forces de la marina. A principis d'octubre havia començat les funcions la Comissió Nacional d'Investigacions, destinada a aclarir els suposats delictes del règim enderrocat. Mancat de facultats legítimes, aquest organisme disposava de violacions de domicilis i arrestos
És saquejada l'Escola d'Infermeres 7 de Mayo pertanyent a la Fundació Eva Perón, que entre 1947 i 1955 va formar a 858 infermeres i 430 especialistes. Les infermeres van ser perseguides amb ferotgia i crueltat. Van violar els seus domicilis, van cremar els uniformes, i van destruir els llibres i els apunts. Es van destruir els lligalls dels hospitals amb les històries clíniques dels pacients. Als malalts mentals els van treure a empentes dels hospitals, els van arrossegar fins a una carretera i els van afusellar. D'altra banda, tot allò que tingués a veure amb la Fundació va ser destruït. Dels hospitals, els Comandos Civils van robar el que van poder i el que no, ho van trencar: vaixelles, nebulitzadors, aparells de pressió, entre altres objectes.
Una advocada antiperonista va ser nomenada interventora de la Llar Escola de San Juan. Va decidir convertir-la en una agència de feina. Així les nenes internes havien de treballar com a minyones a les cases de les seves amigues. Les assistents socials van protestar, i des del pati les nenes van cridar «Volem que torni Perón!».
El 1947, sota la presidència de Juan Domingo Perón es va ordenar la construcció del complex turístic a Chapadmalal, consistent en un conjunt d'edificis i pavellons els quals van ser pensats per allotjar nens, especialment fills d'obrers. Les obres es van donar en el marc del primer pla quinquennal peronista. La Fundació Eva Perón es va encarregar de portar contingents de nens fins a quatre mil per cada dues setmanes. L'ús del complex turístic per part d'obrers va anar minvant quan es va iniciar la Revolució Alliberadora. Pel que fa al turisme, el canvi va esdevenir un gir en la manera de concebre'l i estructurar-lo. Així, amb l'enderrocament del peronisme, el turisme social va ser desplaçat. S'observa l'omissió per part de la dictadura militar a les polítiques públiques sobre turisme social duta a terme pel peronisme. Els treballadors en la seva condició de «pobres» deixarien de comptar amb aquest benefici que li havia donat el govern peronista i les vacances passarien a ser vistes com a privilegi i no com a dret garantit. S'hi van intervenir tots els complexos hotelers, i van ser privatitzats mitjançant decret i venuts en alguns casos a una desena part del seu valor a empresaris propers a Lonardi, entre ells el seu cunyat Villada Achával. El govern dictatorial tracta d'incriminar tot tipus de crims a Perón, i fins i tot van manipular imatges on el veia a Perón sent violat per un campió de boxa, Archie Moore. L'anomenada Revolució Alliberadora va teixir una «llegenda negra» per desacreditar el peronisme. Simultàniament, la Secretaria de Difusió de la Presidència convocava el periodisme a presenciar la projecció d'una pel·lícula, en què l'exvicepresident Alberto Tessaire injuriava Perón i efectuava diverses revelacions sobre la intimitat del seu govern, que va ser presentada com una confessió «espontània»; confessió que seria forçada, segons l'historiador Fabián Bosoer, ja que hores abans la família de Tessaire va ser segrestada per un comando militar pertanyent a la Marina. Aquest curtmetratge es va exhibir a les sales cinematogràfiques previ a les projeccions de les pel·lícules. Tot i això, la seva confessió no el va permetre sortir indemne ja que la Marina el va mantenir detingut a l'illa Martín García des d'aquell moment fins al 1958.
Se li va atribuir la tinença d'«un nombre d'automòbils que varia curiosament: primer set, després disset i més tard vint-i-set». En aquesta època, va aparèixer una sèrie d'obres sobre Evita, que en termes generals, repetien les tafaneries, contes i versions que corrien als salons i grups opositors contra el peronisme. No hi havia la mínima temptativa de qüestionar els rumors o les anècdotes que reproduïen i cap no era el producte d'una investigació mitjanament rigorosa des del punt de vista històric. Sorgeix immediatament el seu propòsit pamfletari, ja des del títol. Tant les obres publicades fins al 1955 com les que van aparèixer a partir d'aquesta data són assajos imbuïts d'esperit revengista que tenen un propòsit comú: atacar tot el que el peronisme va representar per poder-lo destruir. Així mateix, s'utilitzen fons públics per produir pel·lícules per desacreditar el peronisme.
El ministeri de l'Interior reparteix els mitjans de comunicació i assigna a cada sector ideològic un òrgan d'informació. El mateix passa amb les ràdios; diverses emissores van ser controlades directament per Marina o a sectors vinculats a ella. Els vencedors tenen així el control total de la premsa.

### Cop d'estat intern
Poc després d'assumir Lonardi, es van manifestar les diferències entre les dues ales del règim militar:
- L'ala «nacionalista catòlica», liderada pel mateix Lonardi, més conciliadora.[66]
- L'ala «liberal», liderada pel vicepresident Isaac Rojas, sostenia un antiperonisme radical, pretenia erradicar totalment el peronisme de la vida política i sindical argentina, derogar les mesures socials i laborals establertes durant el govern peronista i establir una política econòmica dirigida pels economistes més conservadors.

Al Ministeri de l'Interior van tenir influència els demòcrates progressistes, el líder dels quals, Sebastián Soler, va ser designat procurador general de la Nació Argentina. Al Ministeri de Marina va estar Américo Ghioldi. Al seu gabinet va sumar a més sectors nacionalcatòlics, juntament amb un nazi declarat i confés com Goyeneche, qui va ser un col·laborador proper de l'Ausland-Sicherheitsdienst, el servei d'intel·ligència d'ultramar de l'Alemanya nazi, i simpatitzants feixistes com Bengoa, Uranga i Villada Achával.
Lonardi va integrar el seu govern amb els ministres següents:
- Ministre d'Aeronàutica: Comodor Julio César Krause.
- Ministre d'Agricultura i Ganaderia: Alberto Mercier.
- Ministre d'Assistència Social: Ernesto Rottger.
- Ministre de Comerç: César Augusto Bunge.
- Ministre de Comunicacions: Luis María Ygartúa.
- Ministre d'Educació: Atilio Dell'Oro Maini.
- Ministre de l'Exèrcit: Justo León Bengoa (reemplaçat per Arturo Osorio Arana).
- Ministre de Finances: Julio Alizón García.
- Ministre de Hissenda: Eugenio Folcini.
- Ministre de Indústria: Horacio Morixe.
- Ministre de l'Interior i Justícia: Eduardo Busso.
- Ministre de Marina: Contraalmirant Teodoro Hartung.
- Ministre d'Obres Públiques: José Blas Paladino.
- Ministre de Relacions Exteriors i Culte: Mario Amadeo.
- Ministre de Treball: Luis B. Cerruti Costa.
- Ministre de Transport: Juan José Uranga.

Al novembre, Eduardo Lonardi va dividir el Ministeri de l'Interior i Justícia, renunciant llavors Eduardo Busso; el 12 de novembre va assumir de facto Luis María de Pablo Pardo com a Ministre de l'Interior i Julio Velar de Irigoyen com a Ministre de Justícia.
Per a finals d'octubre, les tensions en pugna es van accentuar. El peronisme va començar a reorganitzar-se i a recuperar la seva capacitat d'acció, i va arribar a fer una silbatina (xiulada) al vicepresident de facto, l'almirall Isaac Rojas, en ocasió d'una visita a l'Hipòdrom de San Isidro, que es va frustrar al cap de pocs minuts quan avions de la Marina de Guerra van començar a realitzar vols rasants sobre les tribunes.
A les 2.35h de la matinada del 12 de novembre, la gairebé totalitat dels membres de la Junta Consultiva va presentar la seva renúncia davant de Rojas. Van romandre als seus llocs els «lonardistes» Ariotti i Storni. El fill de Lonardi, Luis Eduardo, en el seu llibre Déu és just, va detallar les últimes hores del seu pare al poder: «Ossorio Arana es va avançar i […] li va dir: Senyor general, he de manifestar-li, en nom de les Forces Armades, que ha perdut la seva confiança i exigeixen la seva renúncia. Atorguen només cinc minuts per presentar-la. Vençut aquest termini s'adoptaran mesures de força i hi haurà vessament de sang». Algú va confirmar: «Quan vaig sortir ja estaven escalfant els motors els Glosters». Entre altres amenaces estava bombardejar la Quinta de Olivos, i van amenaçar de repetir en petita escala els bombardejos del 16 de juny. Entre ells hi havia Ossorio Arana, l'almirall Hartung, els generals D’Andrea, Huergo, Videla Balaguer i Dalton, els contraalmiralls Toranzo Calderón i Rial, i el secretari general de la Presidència el coronel Boncarrere. Els dos membres de la Junta Consultiva que no havien renunciat la nit anterior van ser molt aviat separats de la mateixa. Enmig de fortes pressions civico-militars va haver de fugir acompanyat per la seva esposa, Mercedes Villada Achával, a Nova York. A les 17.45h del 29 de novembre de 1955, van partir a bord del Río Tunuyán, un modern vaixell de vapor de passatgers i càrrega fet construir pel govern peronista a Itàlia. A l'escala de Caracas, Lonardi va saber que casa seva havia estat saquejada.
Un focus sediciós per a l'enderrocament de Lonardi va estar ubicat a la Casa Militar, organisme que havia d'ocupar-se de la seguretat del president, les audiències i el protocol, el cap del qual era el coronel Bernardo Labayrú. El cap del despatx de la Casa de Govern era el coronel Emilio Bonnecarrere i el cap del regiment de granaders a Caballo era Alejandro Lanusse, tots els quals tenien l'obligació de defensar el president; no obstant això van ser membres actius i determinants de la conspiració.
Posant en evidència el desplaçament imminent del sector «nacionalista catòlic», aquell mateix dia Luis Pandra, del Partit Socialista, va escriure al diari La Época:
| «                                               | Farem la Revolució Alliberadora des del govern, amb el govern, sense el govern o contra el govern. | » |
| — Luis Pandra, La Época, 11 de novembre de 1955 | |   |

Els sectors més durs, encapçalats per Aramburu i Rojas, acusaven el Lonardi de certa complaença envers el peronisme deposat. Les pressions van arribar al límit i davant la negativa de Lonardi a renunciar, els seus enemics van amenaçar de bombardejar la residència presidencial. En els darrers dies de setembre, forces militars ocupaven les barriades populars de Rosario i les localitats de Berisso, Ensenada i Avellaneda. Les manifestacions opositores al règim eren violentament reprimides. Molts empresaris començaven a acomiadar arbitràriament els delegats sindicals i a suprimir beneficis socials establerts legalment, fins al punt que el 27 de setembre, el ministeri de Treball va haver d'efectuar una crida a les patronals que produïen aquests fets.
El 13 de novembre, un cop d'estat intern va desallotjar del poder el general Lonardi, instal·lant com a nou president de facto un «liberal», el general Pedro Eugenio Aramburu. L'endemà el govern militar va donar a conèixer tres comunicats amb la signatura d'Aramburu informant dels motius del desplaçament de Lonardi: el primer es va limitar a informar del cessament de Lonardi; el segon sosté que Lonardi havia estat deposat a causa de la «presència de grups que van orientar la seva política cap a un extremisme totalitari incompatible amb les conviccions democràtiques de la Revolució Alliberadora»; i el tercer amplia les raons acusant el grup de Lonardi d'«protegir-se darrere de l'estendard de la religió catòlica».
Això va desairar greument tots els militants nacionalistes que havien participat en el cop d'Estat. La manera com es van produir els arrestos a oficials d'alt càrrec a l'interior de les forces va ser considerada escandalosa. El general Uranga va ser detingut al seu domicili, de manera violenta, mentre que Bengoa, juntament amb nombrosos civils i militars que havien detingut alts càrrecs durant el règim de Lonardi, van ser arrestats immediatament de forma arbitrària i, com en el cas de tants altres, sense seguir les vies processals necessàries.
Mesos després, ja durant la dictadura d'Aramburu, els personatges propers a Lonardi van patir l'empresonament i llargs mesos a la presó (al voltant d'un any en la majoria dels casos). D'aquesta manera es va explicitar una particularitat de la Revolució Alliberadora: els qui havien fet la «revolució» contra Perón el 16 de setembre de 1955 estaven, tan sols un any més tard, empresonats pels seus propis companys colpistes.

### Junta Consultiva Nacional

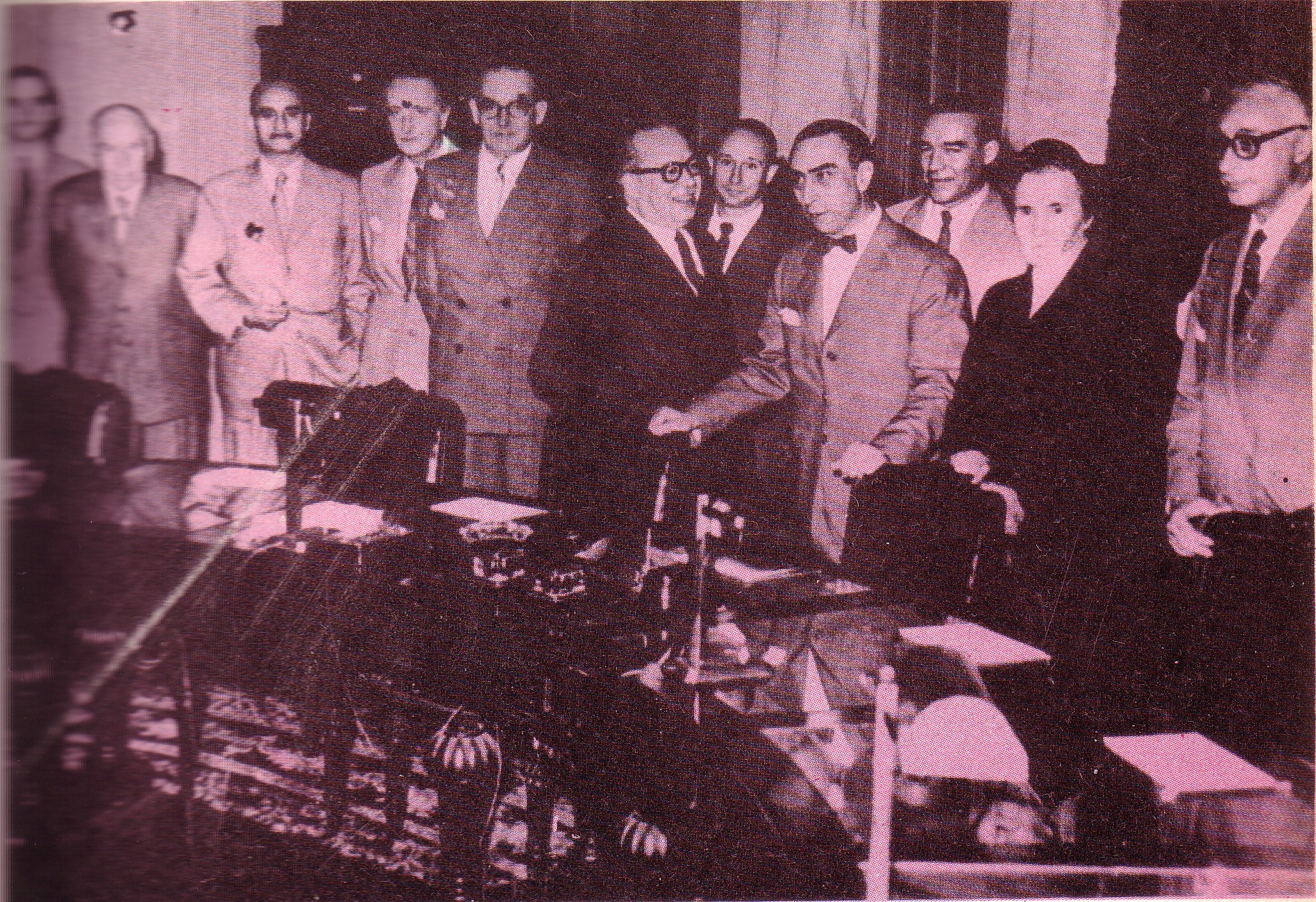
Primera reunió de la Junta Consultiva Nacional, l'11 de novembre del 1955.

L'11 de novembre es constitueix la Junta Consultiva Nacional del govern militar (creada per decret del 28 d'octubre), de caràcter merament simbòlic i deliberatiu, la missió del qual seria la de complir funcions d'assessorament del govern però sense capacitat de legislar, reunint-se a l'edifici del Congrés Nacional. El president provisional de la Nació Argentina en exercici del Poder Legislatiu decreta amb força de llei la prohibició de tot símbol peronista, amb presó de trenta dies a sis anys i multa de 500 m$n a 1.000.000 m$n.; a més, amb inhabilitació absoluta per doble temps del de la condemna per exercir-se com a funcionari públic o dirigent polític o gremial; amb cloenda per quinze dies, i en cas de reincidència, cloenda definitiva quan es tracti d'empreses comercials. Es va imposar el Decret Llei 4161 que va prohibir l'ús dels símbols peronistes: des de cantar la marxa i utilitzar el seu escut fins a nomenar Perón i Evita podia significar la presó.
| « | (…) Es considera especialment violatòria d'aquesta disposició la utilització de la fotografia, el retrat o l'escultura dels funcionaris peronistes o els seus parents, el nom propi del president deposat, el dels seus parents, les expressions «peronisme», «peronista», «justicialisme», «justicialista», «tercera posició», l'abreviatura «PP», les dates exaltades pel règim deposat, les composicions musicals o fragments de les mateixes denominades: «Marxa dels nois peronistes», «Evita Capitana». | » |

El govern militar va decidir que fent una interpretació extensiva de la Constitució Nacional (art. 50) va considerar que havia de ser presidida per l'almirall Rojas, en la seva condició de vicepresident de facto. La junta estava integrada per polítics de partits antiperonistes: quatre membres de la Unió Cívica Radical (Óscar Alende, Juan Gauna, Oscar López Serrot i Miguel Ángel Zavala Ortiz), quatre del Partit Socialista (Alicia Moreau de Justo, Américo Ghioldi, Ramón Muñiz i Nicolás Repeto), quatre pel Partit Demòcrata Nacional (José Aguirre Cambra, Rodolfo Coromina Segura, Adolfo Mugica i Reinaldo Pastor), quatre pel Partit Demòcrata Progressista (Juan José Díaz Arana, Julio Argentí Noble, Horacio Thedy i Luciano Molinas), dos pel Partit Demòcrata Cristià (Manuel Ordóñez i Rodolfo Martínez) i dos per la nacionalista Unió Federal (Enrique Arrioti i Horacio Storni). Predominarà al govern militar el sector liberal de línia antiperonista radical.

## La dictadura de Pedro Eugenio Aramburu

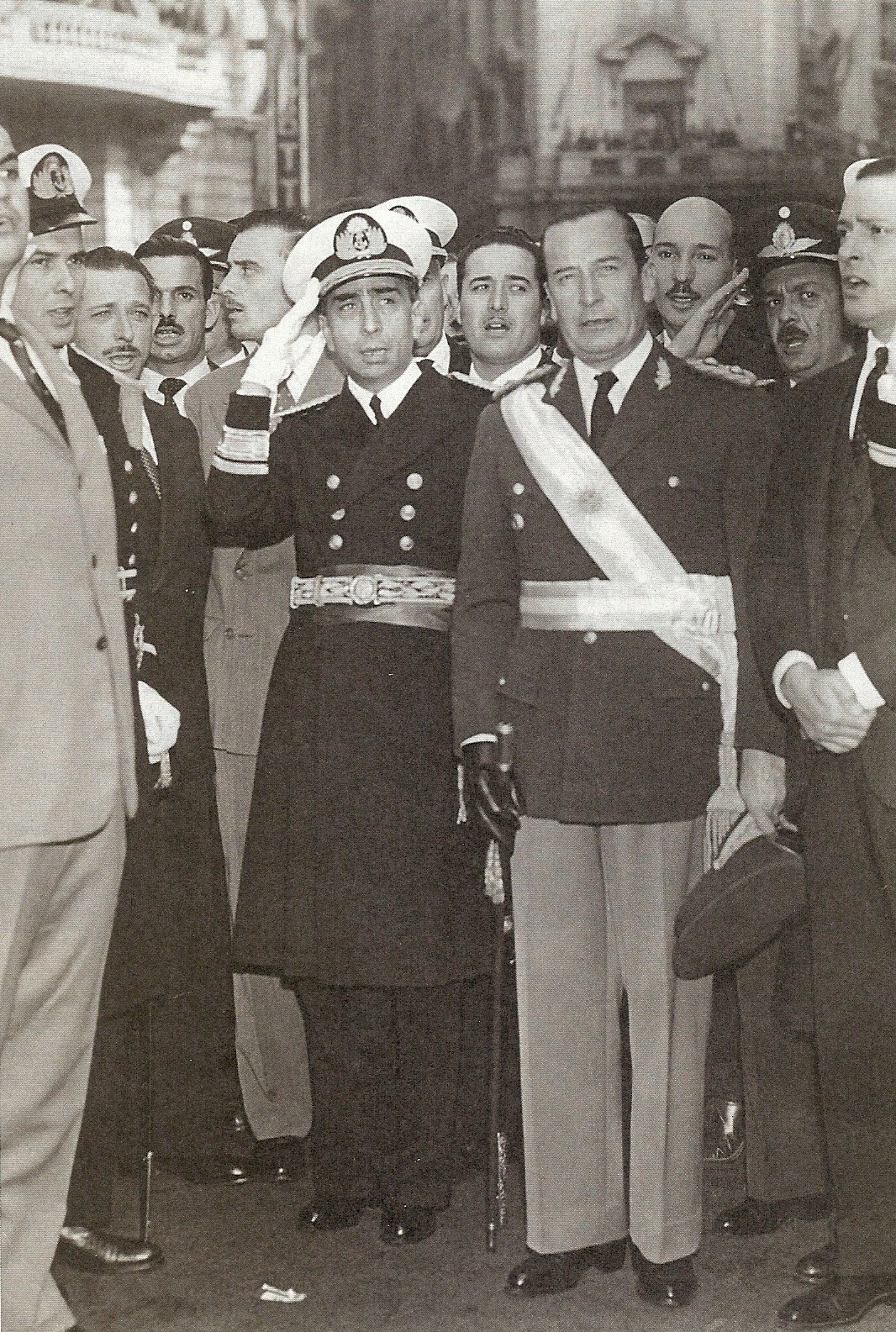
El vicepresident almirall Isaac Rojas i el president tinent general Pedro Eugenio Aramburu, al moment de l'assumpció d'aquest últim el 13 de novembre de 1955

El general Pedro Eugenio Aramburu va assumir la presidència de facto el dia 13 de novembre del 1955, mentre que l'almirall Isaac Rojas, líder de l'ala «liberal», va romandre com a vicepresident. El duo va assumir diumenge a les 16.40h, en vigílies d'una aturada decretada per la CGT que duraria fins al 17. Pedro Eugenio Aramburu havia tingut escassa rellevància el cop de setembre, en haver estat impotent per sublevar les forces militars de Curuzú Cuatiá. No tenia més suport que el d'un reduït sector d'oficials que responien al general Justo León Bengoa i el d'un grup de doctrinaris nacionalistes com Juan Carlos Goyeneche, Mario Amadeo, Clemente Villada Achával i Pablo Pardo.
Aramburu va il·legalitzar partits polítics i associacions professionals de treballadors i va afussellar a dotzenes d'opositors.
Va assumir mitjançant una violació a la Constitució Nacional que estableix a l'article 88: «En cas de malaltia, absència de la Capital, mort, renúncia o destitució del president, el Poder Executiu serà exercit pel vicepresident de la Nació».
Marcelo Sánchez Sorondo va mantenir una postura crítica respecte del govern a mesura que la dictadura aprofundia el seu antiperonisme, el seu autoritarisme i donava signes de pretendre perpetuar-se al poder. Aramburu va utilitzar com a argument les «connotacions providencials» que ell posseïa per justificar l'usurpament del poder a través d'un cop d'Estat.
Es va iniciar així una segona etapa de la dictadura militar, caracteritzada essencialment per adoptar una línia més dura fins i tot davant del peronisme. El nou règim va encarar una purga a les Forces Armades i a la Marina i van ser forçosament passats al retir 114 oficials, entre els quals figuraven tots els almiralls amb l'excepció d'Isaac Rojas i 45 capitans de navili. A l'Exèrcit, van ser passats al retir 63 dels 86 generals en activitat i uns mil oficials van ser obligats a passar al retir.
La dictadura d'Aramburu va propiciar una legislació de persecució i prevenció del comunisme, i va donar un rang estratègic a l'espionatge ideològic. El resultat va ser la militarització de les agències de seguretat i intel·ligència, que van prendre com a tasca monitorar la conflictivitat interna i fer espionatge sobre el comunisme i les accions de la «resistència peronista». El 1956 va ser creada la Secretaria d'Informacions de l'Estat (SIDE). Tenia potestat per fer operacions encobertes i manejar-se a discreció amb fons reservats. El mateix any es va «refundar» la Direcció d'Intel·ligència de la Policia de Buenos Aires (DIPBA); una agència dedicada a la vigilància ideològica que va reunir una voluminosa base informativa, organitzada amb criteris maccarthistes. Es van dictar desenes d'edictes contravencionals que criminalitzava l'homosexualitat, el transvestisme i altres conductes considerades «vicis depravats i immorals», i s'habilitava la detenció per homosexualitat, per vestir-se amb robes del sexe oposat, i per possessió de pornografia. Les policies provincials van desenvolupar Brigades d'Investigacions responsables de perseguir les conductes socials considerades pernicioses
També es van establir contactes amb França per iniciar cursos de guerra contrarevolucionària, una especialitat creada a partir de l'experiència colonialista al sud-est asiàtic i a Algèria i que formarien els «esquadrons de la mort» a l'Argentina.
Immediatament la CGT va declarar una vaga general per als dies 15, 16 i 17 de novembre. Aquell mateix dia el règim militar va empresonar més de 9000 dirigents sindicals, inclosos Framini i Natalini. L'aturada va tenir adhesió a algunes poblacions majoritàriament obreres, com Avellaneda, Berisso i Rosario, i va haver de ser aixecat l'endemà d'iniciar-se. La CGT i la major part dels sindicats van ser intervinguts pels militars. La dictadura tenia dificultats per nomenar al seu gabinet a homes que no pertanyessin a assessors de grans grups financers o corporacions, com ara Ygartúa, Morixe, Laurencena, Cueto Rúa i Krieguer Vasena, per poder associar-los als grans grups i corporacions foranes. Aleshores el Gabinet estava integrat per agents del Grup Bunge i Born, Bemberg, Chade, Bovril, Texas Oil, Standar Oil, etcètera. Aquests administradors del govern defensaven els interessos de les empreses per sobre dels estatals. L'objectiu prioritari del govern i les patronals en va ser la desarticulació i la dels cossos de delegats. Mitjançant un decret de febrer de 1956 s'autoritzava la patronal a eliminar el que definia com a «obstacles a la productivitat»: autoritzava la mobilitat laboral dins una fàbrica i permetia als ocupadors a concloure acords especials amb els seus treballadors quant a nous sistemes de producció, al marge de les condicions estipulades en els contractes existents, deixant clar que els futurs acords sobre salaris quedarien subjectes a la productivitat.

### Política interna
Al nou gabinet es van produir canvis substancials respecte a l'anterior. Al Ministeri de l'Interior, van assumir dos radicals: Laureano Landaburu i Carlos Alconada Aramburú. També eren radicals el ministre d'Educació (Acdel Salas) i el ministre de Treball (Horacio Aguirre Legarreta, frondizista). Es va reorganitzar la Junta Consultiva Nacional, de la qual s'havien vist exclosos els sectors nacionalistes després de la sortida del cop d'estat intern. Se signa el Decret llei 5315/56 de Pedro Eugenio Aramburu i ampliat a través de la Llei 18.302 per la dictadura de Juan Carlos Onganía, que van permetre «l'ús sense restriccions de fons reservats». També va atorgar un indult al major Guillermo Mac Hannaford, qui havia estat condemnat i degradat el 1936 per una cort militar per espionatge contra l'Argentina a favor del Paraguai. Aramburu va ampliar la competència de la justícia militar en assumptes civils.
Es van intervenir tots els sindicats i la Confederació General del Treball (CGT), i es va disposar l'empresonament de més de 9000 dirigents sindicals, després de la vaga general declarada el 14 de novembre de 1955.
El govern militar va dictar el Decret 3855/56 dissolent el Partit Peronista i després el 5 de març de 1956 el Decret 4161/56, de «prohibició d'elements d'afirmació ideològica o de propaganda peronista», pel qual fins i tot es prohibia esmentar el nom de Joan Domingo Perón, castigant els infractors amb penes de fins a sis anys de presó. D'aquesta manera es va iniciar un llarg període de proscripció del peronisme de la vida militar, pública i docent que s'estendria fins al 1973, i que va donar lloc a un moviment opositor, moltes vegades clandestí, conegut com a «Resistència Peronista». S'hi va intervenir la CGT i tots els sindicats de base, es van inhabilitar més de 150.000 delegats de fàbriques i es van empresonar centenars de dirigents justicialistes. A mitjan octubre de 1956, Comandos Civils van atacar els locals sindicals i els van prendre a punta de pistola. Els gremis van cridar a la primera vaga per al 2 de novembre i el govern va detenir els seus dirigents. El govern d'Aramburu va empresonar milers de treballadors, va reprimir cada vaga, va arrasar l'organització sindical. La tortura es va massificar i va estendre a tot el país en una implacable persecució de classe. No obstant això, aquestes mesures van augmentar la conflictivitat social i gremial; segons les estadístiques del Ministeri de Treball, els jornals perduts per vagues van passar de 144.120 el 1955 a 5.167.294 el 1956. Un dels conflictes més importants del període va ser el dels metal·lúrgics, entre els mesos de novembre i desembre de 1956, amb una vaga que es va estendre per cinquanta dies malgrat haver estat declarada il·legal per l'interventor de la CGT, que va ordenarla violació de domicili de la seu de la UOM i l'atac contra els delegats de fàbriques.

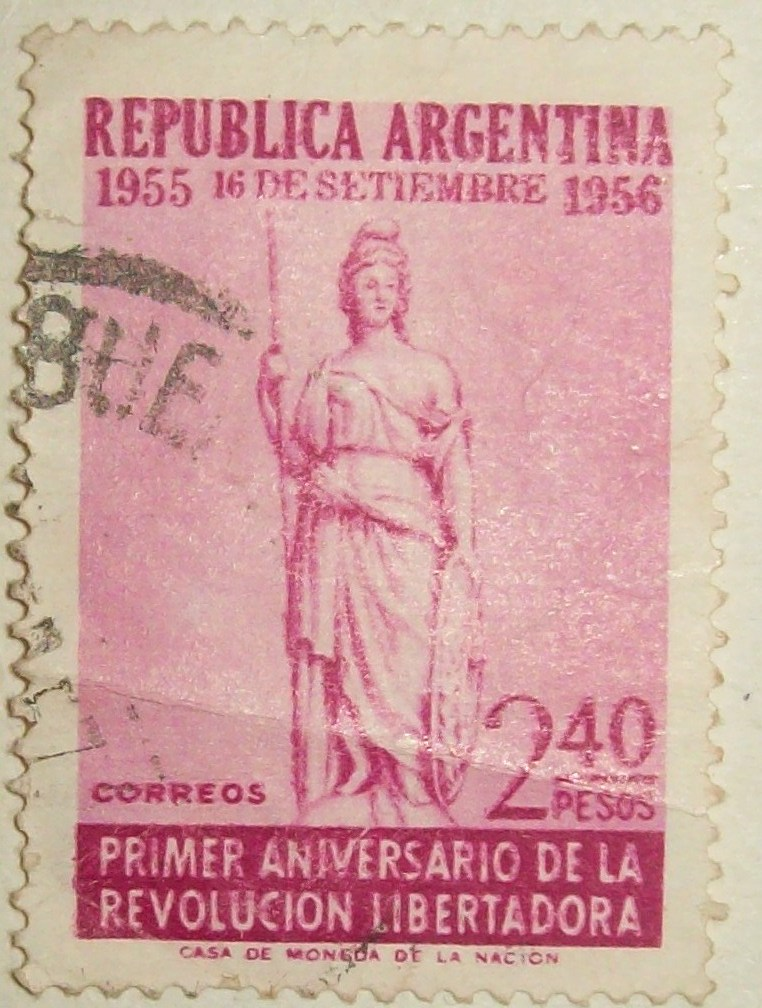
Segell del primer aniversari de la Revolució Alliberadora

El 25 de maig de 1957, agents de la dictadura d'Aramburu, instal·lats a l'ambaixada argentina a Veneçuela, van intentar assassinar Perón fent esclatar el seu automòbil. L'atemptat va fracassar. En resposta, el president veneçolà Marcos Pérez Jiménez, qui havia donat asil a l'enderrocat Perón, va ordenar l'expulsió de l'ambaixador argentí en aquest país, el general de brigada Carlos Severo Toranzo Montero, fet que va portar a la ruptura de relacions diplomàtiques entre els dos països. Va ser designat cap de la Policia de la Província de Buenos Aires Desiderio Fernández Suárez, sindicat per la mort de cinc persones, a qui forces policials van disparar per l'esquena en un descampat de José León Suárez la matinada del 10 de juny de 1956. Estant al capdavant de la policia va haver-hi afusellaments i tortures, sent un cas especial és el de Livraga, qui va rebre el tir de gràcia que li va destrossar la cara però no el va matar, després va ser portat a la comissaria de Moreno, llançant-ho nu i sense atenció mèdica, i després el van traslladar a Olmos. El periodista Rodolfo Walsh va investigar i va escriure una sèrie d'articles que van tenir com a protagonistes efectius de la policia de la província de Buenos Aires, a qui anomena «la secta del gallet alegre», que descrivia les actuacions de les forces públiques de seguretat, les tortures, els afusellaments encoberts, els falsos enfrontaments i les violacions de domicili il·legals durant l'època. La dictadura perseguiria el coronel Hernán Pujato, qui havia realitzat les expedicions a l'Antàrtida durant el govern peronista i l'obligaria a renunciar a la direcció de l'Institut Antàrtic, que ell mateix havia creat i ser condemnat a un oblit de per vida. Gran part de les polítiques antàrtiques del govern anterior van ser desmantellades, incloses diverses bases antàrtiques. El 1957, Aramburu va signar amb la British Antarctic Survey un memoràndum renunciant als reclams sobiranistes sobre el continent blanc. Alguns historiadors especialitzats en la qüestió antàrtica, com Susana Rigoz, interpretarien aquesta renúncia a la sobirania antàrtica com una devolució de favors pel suport de la Gran Bretanya al cop del 1955. El memoràndum seria derogat a finals del 1959 després de l'assumpció d'Arturo Frondizi.
Aramburu va fer circular informació falsa per desprestigiar el president constitucional deposat, com que tenia un harem de joves militants de la UES o que científics alemanys li havien fabricat unes lents per poder veure nua l'actriu Gina Lollobrigida. A més de les fotos de la italiana, van llançar comentaris infamants atribuint al general una relació homosexual amb el boxejador Archie Moore, a qui havia rebut abans del cop quan l'estrella esportiva visités l'Argentina.
Amb el cop contra Perón, es va produir la intervenció de totes les agències estatals, incloent la policia de Buenos Aires. Les autoritats dictatorials van dur a terme una purga del personal, procurant la «desperonització» de la força. Així, la quantitat de policies es va reduir a 17.405 (davant la de 19.092 de 1952), cosa que va representar un descens de gairebé el 10%. Es va dissoldre la Direcció d'Ordre Públic, que estava sotmesa al Congrés, i la va reemplaçar per un nou Servei d'Informacions de la policia, que es va nodrir dels lligalls informatius sobre activitats polítiques i socials. També es va incrementar el dictat d'Edictes Policials en matèria d'ordre públic i restriccions a la llibertat de moviment i d'expressió de les persones.
Mitjançant un Decret 9329/56 d'Intervenció Militar a la Província de Buenos Aires del 13 de juny de 1956, publicat a l'Ordre del Dia 19402 del 19 de juny de 1956, es van decretar ascensos extraordinaris dels policies participants en la repressió i afusellament del General Valle, que van ser publicats a l'Ordre del Dia 19414 del 6 de juliol de 1956
Emilio Llambrias, de 19 anys, va ser portat amb els ulls embenats al Destacament San Martín, una altra jurisdicció policial del mateix partit. Acusat de distribuir pamflets «peronistes», va ser torturat i copejat a puntades de peu per tot el cos. Diego Soler, dirigent estudiantil, va ser interceptat el juny de 1956 per un grup de policies de civil al comandament del comissari Polo de Dock Sud, i conduït amb bena als seus ulls a un lloc on se'l va torturar amb picana elèctrica, cops i se li va van introduir elements tallants al recte, produint-li hemorràgies internes per les quals moriria tres dies després abandonat en un descampat.
Aramburu es va enfrontar amb el seu «vice» Isaac Rojas per una mesura proposada pel president i el ministre de l'Interior, el balbinista Carlos Alconada Aramburú. Aramburu va avaluar continuar sense el suport de la Marina, encara que va resultar impossible a la pràctica, ja que la Marina era el grup més homogeni i aguerrit dels que havien participat en el cop. També es va desplegar un intens aparell de propaganda produint curtmetratges com «Units per la llibertat», que mostra la trobada entre Aramburu i el president uruguaià Arturo Lezama, que van participar de les festes del 9 de juliol a Buenos Aires, glorificant el cop de 1955 i a els seus partícips.
El dimecres 16 de novembre va decretar la intervenció de la CGT i de totes les organitzacions afiliades, sent declarat interventor el capità de navili Alberto Patrón Laplacette, qui va donar curs als Comandos Civils per ocupar totes les seus gremials que poguessin. L'historiador argentí Felipe Pigna va descriure sobre això: «Les corruptes intervencions militars als gremis va ser per desfinançar les organitzacions sindicals. Van arribar a l'extrem insòlit de convertir-les en prestadors a cost zero de les empreses del ram». Per debilitar el moviment obrer, resulta òptim privar-lo de fons. A la Unió Obrera Metal·lúrgica es registra per primera vegada el cas d'un sindicat prestant diners a la patronal. L'exinterventor, general Gallo, va disposar l'extraordinària mesura. El seu successor, el Barlova, va estimar que per via d'un emprèstit tan estrany havien sortit de l'entitat 1.800.000 pesos. Va prometre oferir dades més concretes però va ser rellevat del càrrec abans de fer-ho. La intervenció de la Unió Obrera de la Construcció va rebre el sindicat amb tres milions de pesos a la caixa, deixant dos milions de dèficit.
Mesos després va sobrevenir una allau de decrets contra l'organització sindical; entre d'altres, el Decret 9270/56 del 23 de maig de 1956, que tirava per terra la legislació gremial vigent. Els decrets habilitaven nombroses discrecionalitats.
Pel que fa a les llibertats individuals, el govern «de facto» va fer taula rasa de les lleis per imposar el principi de la força. «El caprici del poder ha posat la Nació al marge del seu ordenament jurídic fent valer les normes imposades pel criteri dels que manen però no governen». És així que les reformes constitucionals van ser derogades pels mateixos que van jurar mantenir-les; la llibertat privada dels ciutadans va estar sotmesa a l'arbitri policial de l'Estat i no a la garantia dels jutges; les organitzacions sindicals van ser aclaparades en el clar designi de servir interessos aliens a la massa treballadora; es va substituir la voluntat del poble en la digitació de palatins candidats.
L'agost del 1956, el director d'Instituts Penals reposa als seus càrrecs diversos torturadors donats de baixa, i mentre tenen lloc les denúncies de «constrenyiments il·legals», segresten a la ciutat de Buenos Aires totes les còpies de la pel·lícula nacional Los torturados. L'ús sistemàtic de la tortura ja havia començat els primers dies després del Cop d'Estat, apareixent nombrosos testimonis i entre d'altres de La Nación (20 de juny de 1956) i La Prensa (21 de juny de 1956). A l'agost, insisteix en el tema La Gaceta de Tucumán, que informa de tortures a dependències del Congrés Nacional i a l'interior del país.
A Buenos Aires, l'escriptor Ernesto Sabato denuncia des de les pàgines de Mundo Argentino, publicació periòdica la direcció de la qual exerceix, la posada en vigència de la tortura. També va ser aplicada sistemàticament la tortura psicològica. La Comissió Nacional d'Investigacions, dependent de la vicepresidència de la Nació Argentina (càrrec ocupat per Isaac Rojas) tenia entre els components el subcap de la Policia Federal, capità de fragata Aldo Molinari. La secció a càrrec de les tortures va quedar a càrrec de Germán Fernández Alvariño, conegut com a «Capità Gandhi», formant un grup parapolicial que cometia constrenyiments il·legals. Entre altres coses va ordenar tallar-li el cap al cadàver de Juan Duarte, i durant un dels interrogatoris a què va ser sotmesa la núvia de Duarte, l'actriu Fanny Navarro, va fer portar el cap tapat i el va descobrir sobtadament davant d'ella causant-li un col·lapse nerviós.
Durant el 1956 es desferma una epidèmia de poliomielitis, quan l'anomenada Revolució Alliberadora havia començat a desmantellar la infraestructura sanitària. Coneguda com a «paràlisi infantil», la malaltia va deixar una seqüela de morts i discapacitats. Es va donar el major brot epidèmic de poliomielitis a tot el territori nacional. Segons xifres oficials, el 1956 es van registrar i van notificar 6490 casos mortals, amb una taxa de mortalitat del 33,7% a tot el país.
Respecte al turisme, l'hotel Puente del Inca va ser intervingut i el seu director reemplaçat per un capità de navili, que va ordenar destruir tota la vaixella de l'hotel, portant-la a la plaça, i gran part dels seus mobles, trencant cada plat i cobert per associar-los amb el peronisme; fins i tot va parar un tren ferroviari amb un carregament d'ous que va ordenar destruir perque les oueres de cartó tenien escrites les lletres «PP», creient que eren les sigles de «Partit Peronista», sent en realitat les sigles «Pascual Palmada», l'amo del carregament. El 1956 Aramburu va sancionar el Decret 17800/56 pel qual es van transferir a la Direcció General Immobiliària les Unitats Turístiques Chapadmalal, Embassament Rio Tercero i d'Alta Muntanya, privatitzant aquestes unitats turístiques, quedant en molts casos en mans privades dels interventors designats per Aramburu. La Ciutat Infantil, coneguda i admirada al món com un exemple de contenció i educació de la infància desvalguda, va ser assaltada per les tropes. Les casetes que reproduïen els edificis clàssics d'una ciutat i un enorme menjador que alimentava centenars de nens per dia, van ser aixafades pels tancs i les piscines van ser omplides amb ciment.
El 13 de juny de 1957 va aparèixer mort al seu estudi del carrer Sant Martí 536 el doctor Marcos Satanowsky. L'assassinat va ser comès per sicaris del general Quaranta, que havia participat per ordres directes d'Aramburu als afusellaments de José León Suárez i de l'assalt a l'ambaixada d'Haití amb l'objectiu de matar Perón. El crim estava vinculat amb la tinença d'accions del diari La Razón, intervingut per Aramburu. Peralta Ramos havia rebut pressions i extorsions perquè lliurés el diari a Aramburu. Després de la caiguda del règim d'Aramburu, es va formar una Comissió Investigadora sobre l'assassinat de Satanowsky. Aquesta comissió va entrevistar Quaranta, mà dreta del president, que va reconèixer haver manat Pérez Griz a investigar la mort de Satanowsky, i va esmentar en passar a Carlos Delgado. Rodolfo Walsh va descobrir que aquesta persona era veneçolana, que havia entrat a l'Argentina amb el nom de Joaquín de la Torre, amb recomanació de l'ambaixador argentí en aquest país, general Toranzo Montero, encarregat dels atemptats contra Perón a Caracas. El veneçolà va entrar a la SIDE, va tenir nombroses identitats i podria haver estat l'autor de l'assassinat de l'advocat de La Razón. Diu Roberto Ferro, «en analitzar el final de la investigació, que al Cas Satanowsky les conclusions són alarmants. Es revela una veritat inquietant: l'Estat empara i amaga els culpables. El criminal és l'Estat».

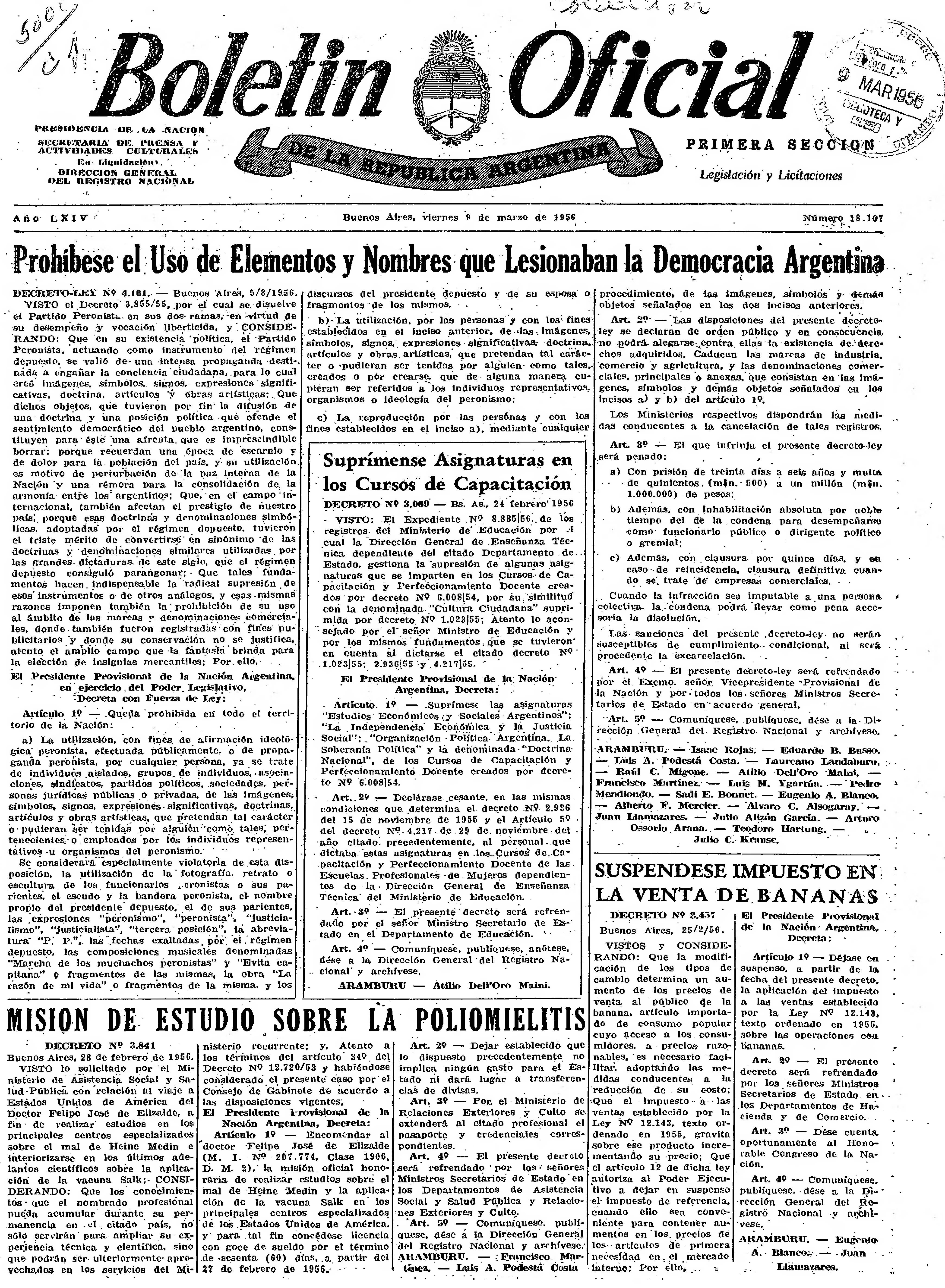
El Decret de prohibició de propaganda peronista va ser publicat al Butlletí Oficial del 9 de març de 1956

Aramburu disposa, a més a més, la desactivació absoluta de tots els programes de turisme social, per ser «un perillós exemple de demagògia populista i antidemocràtica», a les Colònies de Vacances de Córdoba, Mar del Plata i Buenos Aires. Decideix el tancament definitiu dels gairebé 200 proveïdors d'aliments de primera necessitat, la cloenda del Pla Agrari, el Pla de Treball Rural i els Tallers Rodants. Resol la intervenció de les Llars d'Avis i el tancament de les Llars de Trànsit. A comanda del Coronel Ernesto Alfredo Rottger són expulsats al carrer tots els estudiants de la Ciutat Estudiantil «Presidente Juan Perón» per convertir-lo en un centre de detenció. La Direcció d'Assistència Integral va ser encarregada d'intervenir, desmantellar i dissoldre tota l'obra de la Fundació Eva Perón. Marta Ezcurra, fundadora de la joventut de l'Acció Catòlica el 1931, va ordenar el 23 d'aquell mes d'aquell mateix any l'ocupació militar de cadascuna de les escoles llar. Es van retirar o es van destruir tots els símbols peronistes. Els nens allotjats van ser testimonis de la crema de flassades, llençols, matalassos, pilotes i joguines amb el logo de la fundació. Cada Llar va ser intervinguda per Comandos Civils que, en el cas de la Clínica de Recuperació Infantil Termas de Reyes, de Jujuy, van arribar a l'extrem d'expulsar els nens per inaugurar, molt poc després, un casino de luxe. A Mendoza, els colpistes van llençar al riu tota la vaixella i cristalleria, que havia estat importada de Finlàndia i Txecoslovàquia, i amb què havien menjat els nens internats. A tot el país, a més de la destrucció dels ventilador mecànics, es va ordenar trencar tots els flascons de sang dels hospitals de la Fundació. Pocs mesos després, ja durant la dictadura d'Aramburu, una gravíssima epidèmia de poliomielitis es va abatre sobre el país. Molts jovesargentins van morir per manca de ventiladors mecànics i, davant de la tragèdia, van haver d'importar 21 ventiladors mecànic des dels Estats Units d'Amèrica. Es va produir l'assalt militar sobre l'Escola d'Infermeres, fundada per Ramón Carrillo, i així el tancament definitiu. És designat Ministre d'Assistència Social i Salut Pública Ernesto Alfredo Rottger, un coronel sense experiència en temes sanitaris, que com a primer acte ordena el saqueig de la casa del Doctor Ramón Carrillo i la paralització de la construcció d'hospitals.
Mitjançant el Decret Llei 4161, es van convertir en delicte: l'ús de l'escut peronista, pronunciar el nom de l'anterior líder o la seva esposa, i cantar la Marxa peronista. El decret va ser dictat el març del 1956 amb l'objectiu de prohibir el peronisme en totes les seves formes i expressions. El decret va ser objectat per la Cambra Criminal i Correccional de la Capital, que va entendre que contrariava el dret d'expressar-se a través de la premsa, però la Cort Suprema, addicta al règim, i composta per Alfredo Orgaz, Manuel J. Argañarás, Enrique V Galli, Carlos Herrera i Benjamí Villegas Basavilbaso, va argumentar que el decret era constitucional i va anar encara més lluny, en dictaminar que el que va anomenar «el poder revolucionari» podia restringir els drets individuals ateses les particulars circumstàncies que tocava viure.
Com a «vicepresident de facto» va ocupar el lloc Isaac Rojas, fervent antiperonista, un militar que sent Agregat Naval davant el Govern del Brasil, se li inicia per mitjà del Tribunal de Guerra un judici per la venda a aquest país de plànols marítims amb posicions i bases secretes d'Argentina, havent estat traslladat a aquesta i quedant aquest judici arxivat. Abans, com a aspirant a la Marina de guerra, el febrer de 1923, havia estat detingut i processat pel Jutge Dr. Malbrán per un robatori comès al domicili del carrer Peña, propietat del Dr. Julio Agote, procediment en el qual li van confiscar 1200$ i diverses joies. El 9 d'abril de 1931, quan va ascendir a tinent de navili, va ser detingut al carrer Lavalle i Maipú a la sortida del cabaret Imperio per trobar-se en complet estat d'ebrietat vestint l'uniforme.

### Abolició de la Constitució i la reforma constitucional de 1957
Després del cop d'Estat, la dictadura pren diverses mesures, entre elles, clausurar el Congrés i deixar cessants, per Decret 415/55 del 6 d'octubre de 1955, als jutges de la Cort Suprema. Per primera vegada des de la seva organització, la Cort era renovada sense el procediment constitucional, desapareixia el respecte pels passos constitucionals i els governs militars o civils que se succeirien apel·larien a tota mena de violació d'aquestes normes per canviar els jutges de la Cort i fins i tot els d'instàncies inferiors. D'aquesta manera, la independència i la inamobilitat dels jutges va desaparèixer. Pel decret citat d'Eduardo Lonardi i el seu elenc del ministeri de Justícia van ser remoguts tots els jutges suprems. Aramburu deixa sense efecte la Constitució Argentina de 1949, mitjançant proclama del 27 d'abril de 1956, imposant el text de la Constitució de 1853 amb les reformes de 1860, 1866 i 1898, quan no s'oposi als fins de la Revolució enunciats a les Directives Bàsiques del 7 de desembre de 1955, i a les necessitats de l'organització i la conservació del Govern Provisional. En el seu Article 4 deixava sense efecte les Constitucions sancionades per a les províncies d'El Chaco, La Pampa i Misiones.

La decisió va ser qüestionada per diversos sectors, a causa de la impossibilitat jurídica que es pogués acceptar que un president de facto militar derogués una Constitució i n'imposés una altra. La derogació per decisió militar de la Constitució va generar una crisi a la Cort Suprema que, si bé acceptava una certa legitimitat del règim per aplicació de la doctrina dels governs de facto, tenia establert que un règim així havia de ser provisori i mantenir la Constitució com norma suprema. La crisi va portar a la renúncia d'un dels cinc membres de la Cort Suprema de Justícia, Jorge Vera Vallejo. Ni bé que havia començat l'organització de l'Assemblea, Sánchez Sorondo juntament amb altres intel·lectuals van portar les seves crítiques de la «farsa democràtica», no ja sostinguda només pels ideòlegs de «l'Alliberadora» sinó fomentada des del govern mateix per legitimar la derogació d'una Constitució democràtica. Així, s'instaurava un sistema fraudulent sota el resguard d'una legalitat fictícia:
| « | S'han postergat tàcitament les eleccions presidencials i s'obre un procediment que manejat amb l'absolut discrecionalisme [sic] que permet la còmoda teoria dels «drets revolucionaris», es pot convertir a la reforma de la Constitució en l'instrument d'un frau pel qual una minoria determina les futures autoritats. La reforma tenia com a única finalitat legitimar il·lícitament la seva acció de govern «en el paper». | » |

Paral·lelament es va donar el sorgiment de petits partits estretament vinculats a la reforma de l'Estatut dels Partits Polítics, on el govern assumia un caràcter prescident en els assumptes partidaris interns.
El govern militar va convocar una Convenció Constituent que convalidés l'acte. La convocatòria a la reforma contradeia la mateixa Constitució, l'article 30 de la qual establia que només el Congrés, i amb una majoria especial de vots a les dues cambres, tenia aquesta facultat, i va decidir també que en aquestes eleccions no hi pogués participar el Partit Peronista. Les eleccions es van realitzar el 28 de juliol de 1957 i el vot en blanc, proposat pel peronisme, va resultar en la primera minoria.
| Eleccions per a constituents de 1957 |           |       |        |
| Partit | Vots      | %     | Escons |
| Total | 8.703.322 | 100   | 205    |
| En blanc | 2.115.861 | 24,31 |        |
| Unión Cívica Radical del Pueblo (UCRP) | 2.106.524 | 24,20 | 75     |
| Unión Cívica Radical Intransigente (UCRI) | l.847.603 | 21,23 | 77     |
| Partido Socialista (PS) | 525.721   | 6,01  | 12     |
| Partido Demócrata Cristiano (PDC) | 420.606   | 4,83  | 8      |
| Demócrata (PD) | 333.749   | 3,83  | 7      |
| Partido Demócrata Progresista (PDP) | 263.805   | 3,03  | 5      |
| Partido Comunista (PC) | 228.821   | 2,63  | 3      |
| Unión Federal (UF) | 159.177   | 1,83  | 1      |
| Partido Laborista (PL) | 93.172    | 1,07  | 3      |
| Partido Cívico Independiente (PCI) | 86.441    | 0,99  | 1      |
| Partido Conservador* | 76.976    | 0,88  | 1      |
| Partido de los Trabajadores (PT) | 58.312    | 0,67  | 1      |
| Partido Liberal de Corrientes* | 47.862    | 0,55  | 2      |
| Demócrata Autonomista Conservador Popular (Corrientes) | 40.269    | 0,46  | 1      |
| UCR-Bloquista (San Juan) | 30.461    | 0,35  | 2      |
| Partido Demócrata Conservador Popular (Chaco, Jujuy i Tucumán)* | 25.036    | 0,28  | 1      |
| Partido Demócrata Liberal (San Luis i Tucumán)* | 24.206    | 0,28  | 2      |
| Unión Provincial (Salta)* | 11.265    | 0,13  | 1      |
| Partido Demócrata Conservador Popular/Partido Demócrata (Catamarca)* | 9.689     | 0,11  | 1      |
| Fonts: La Nación, Melon Pirro. * Aquests partits provincials, identificats amb el conservadorisme, van formar a la Convenció el Bloque Demócrata de Centro, totalitzant 8 escons |           |       |        |

La població peronista va votar en blanc, seguint les instruccions de Perón. Els partits polítics que recolzaven la reforma (UCRP, PS, PDC, PDP, PD, PDC i PCI) van assolir 120 escons, mentre que els partits que estaven en contra de la reforma (UCRI, PL, PdelosT, UF) van obtenir 85 escons. Aquests últims es van presentar a la Convenció per deixar constància que aquesta era il·legítima.
El primer dia, el bloc de la Unió Cívica Radical Intransigent (UCRI), presidit per Óscar Alende, es va dirigir a la Convenció impugnant-ne la validesa, a causa del fet que no havia estat convocada pel Congrés Nacional, tal com ho estableix la Constitució. El bloc del radicalisme intransigent havia discutit internament fins hores abans la postura a adoptar a la Convenció. El president del partit, Arturo Frondizi, sostenia a través d'Òscar López Serrot, que calia plantejar la nul·litat de la Convenció però no retirar-se'n, per evitar que quedés en mans dels partits propers a la dictadura. Alende, per contra, sostenia que els convencionals de la UCRI no havien de ni tan sols assumir els seus càrrecs, retirant-se immediatament després de sostenir la postura de nul·litat de la mateixa. El bloc va rebutjar l'estratègia de Frondizi i va aprovar la d'Alende. Les autoritats de la Convenció finalment no van permetre a Oscar Alende, ni als altres membres de la UCRI, explicar el seu punt de vista, exercint una censura.
Poc després, el 3 de setembre, passaria el mateix amb Enrique E. Ariotti de la Unió Federal Demòcrata Cristiana, a qui tampoc se li va permetre explicar la seva impugnació a la reforma. Tampoc no es van incorporar a l'assemblea els dos convencionals del partit Demòcrata Autonomista Conservador Popular de Corrientes. Finalment, només 125 convencionals, dels 205, es registrarien.

La UCRI, que constituïa el bloc majoritari (77 convencionals), va sostenir la il·legalitat de la convenció a causa del seu origen antidemocràtic, generant un escàndol en què es van produir agressions i la retirada dels convencionals frondizistes i altres forces opositores a la dictadura governant, i va impedir la formació d'un quòrum. El bloc de l'UCRI va impugnar l'Assemblea i es va retirar amb els setanta-set constituents, no sense abans declarar:
| « | Denunciem davant del poble de la República que al si de la pretesa convenció reformadora de la Constitució de 1853 es consuma en aquest instant una altra etapa de la maniobra continuista que procura assegurar a l'oligarquia nacional i als interessos del privilegi internacional el maneig futur dels poders del govern polític de la Nació […]. Afirmem que aquesta convenció és morta. Només el poble en majoria dona vida i valor a la democràcia. En aquesta oportunitat el poble en majoria és absent. Afirmem que és absolutament invàlida la convenció reformadora de la Constitució del 1853 reunida en aquesta ciutat de Santa Fe i de la mateixa manera invàlid el mandat dels convencionals que la integren. | » |

Les forces restants van procedir a convalidar la derogació de la Constitució de 1949 i establir la de 1853, amb les modificacions de 1860, 1866 i 1898.
Mentre exposaren les impugnacions a aquesta decisió els convencionals del Partit Laborista (Cipriano Reyes, Ricardo Ovando i Luis V. Giacosa) i del Partit dels Treballadors (Juan Carlos Deghi). Tots dos partits negaven la legitimitat de la Convenció i exigien respectar la vigència de la Constitució del 1949. Mentre Joan C. Deghi i la Unió Federal representats per Enrique Ariotti van plantejar la nul·litat de l'assemblea. L'argument bàsic que van utilitzar és que un president de facto no tenia facultats per derogar una Constitució, ni per declarar la necessitat de reformar-la. Van assenyalar el caràcter antidemocràtic d'impedir la representació de l'electorat peronista majoritari al país. Van denunciar que el veritable objectiu de la Convenció era convalidar el retorn a la Constitució de 1853 i eliminar definitivament els drets socials i econòmics establerts per la Constitució de 1949. Tampoc no es van incorporar a l'assemblea els blocs Demòcrata Autonomista Conservador Popular de Corrientes (2 convencionals) i de la Unió Federal (1 convencional). També els blocs Laborista, dels Treballadors i Laborista Federal de Salta van impugnar la legitimitat de la derogació de la Constitució de 1949.
Amb la retirada durant la primera sessió de 77 convencionals de la UCRI, més la retirada de partits menors, la convenció va quedar sense quòrum necessari per aprovar qualsevol reforma. En vista del fracàs de la convenció ja al seu primer dia i davant la impossibilitat de sancionar o modificar qualsevol article, vist com un fracàs polític, el govern d'Aramburu va pressionar perquè es canviï el reglament intern perquè la Constituent pogués funcionar sense el quòrum legal establert.
En discutir els drets humans de segona generació (socials i laborals) i aquells relacionats amb una orientació social de l'economia, que ja havien estat inclosos per l'abolida Constitució del 1949, els sectors conservadors que incidien en el quòrum de la Convenció, a causa del retir dels representants de la UCRI, van començar a retirar-se per evitar les reformes. En aquesta circumstància, l'ala esquerra de la Unió Cívica Radical del Poble, liderada pel president Crisólogo Larralde, va pressionar els delegats del partit perquè no abandonessin les reunions i així va aconseguir que s'aprovés la inclusió de l'article 14 bis, referit als drets del treballador, dels gremis i de la seguretat social. Després de votat l'article 14 bis, els convencionals conservadors i part dels convencionals radicals van deixar simplement assistir deixant sense quòrum l'assemblea, que es va extingir així informalment, circumstància que va ser durament criticada per tot l'espectre polític.
Sobre el final, ja sense quòrum, el convencional socialista Alfredo Palacios, pronunciava les paraules següents:
| «                  | Els que se n'han anat seran responsables davant del poble i davant la història. Per avui n'hi ha prou amb el repudi d'aquesta Assemblea i dels seus companys; repudi terrible, Senyor President. | » |
| — Alfredo Palacios | |   |

Comparada amb la Constitució del 1949, la reforma constitucional del 1957 va realitzar alguns agregats i exclusions d'importància:
- Agregats: Tots els agregats es troben a l'art. 14 bis.
  - dret de vaga;
  - la mobilitat del salari;
  - participació en els guanys de les empreses, amb control de la producció i col·laboració en la direcció;
  - protecció contra l'acomiadament arbitrari per la simple inscripció en un registre especial;
  - dret sindical a concertar convenis col·lectius;
  - garanties per als representants sindicals;
  - naturalesa estatal de la seguretat social;
  - participació dels treballadors als organismes de seguretat social.
- Exclusions:
  - dret de reunió (art. 26);
  - prohibició de discriminar per raça (art. 28);
  - habeas corpus (art. 29); ultraactivitat de la llei penal més benigna (art. 29);
  - dret de treballar (art. 37, I);
  - dret a una retribució justa (art. 37, I);
  - dret a la capacitació (art. 37, II);
  - dret a condicions dignes de treball (art. 37, I);
  - dret a la preservació de la salut (art. 37, I);
  - dret a latenció per l'Estat de la mare i el nen; igualtat jurídica d'home i dona al matrimoni (art. 37, II);
  - pàtria potestat compartida (art. 37, II);
  - bé de família (art. 37, II);
  - drets de l'ancianitat (art. 37, III);
  - educació primària obligatòria i gratuïta (art. 37, IV);
  - creació d'escoles rurals (art. 37, IV);
  - autonomia universitària (art. 37, IV);
  - servei d'orientació professional (art. 37, IV);
  - protecció estatal per a la ciència i l'art (art. 37, IV);
  - beques per a tots els nivells de l'educació (art. 37, IV);
  - protecció estatal del patrimoni cultural de la Nació (art. 37, IV);
  - la funció social de la propietat (art. 38);
  - estatització del comerç exterior (art. 40);
  - nacionalització dels recursos miners i energètics (art. 40);
  - estatització dels serveis públics (art. 40);
  - vot directe (arts. 42, 47 i 82).

### Denúncia de frau electoral
Passada l'elecció, l'exdiputat John William Cooke, des de l'exili a Xile, va afirmar en un informe remès a Perón: 
«Oficialment el padró es compon de 9.728.839 ciutadans. Ja en oportunitat de la seva confecció, diverses publicacions opositores al govern van denunciar la exclusió d'electors peronistes. En aquella oportunitat, les xifres d'exclusions arbitràries fluctuaven entre els 250.000 i els 700.000. Mentre Frondizi confessa que almenys 480.000 exclosos eren peronistes. Majoria i altres publicacions fan pujar el total dels exclosos a 700.000. D'aquest total, una immensa majoria és computable al peronisme ja que les exclusions van ser acuradament estudiades sobre zones electorals reconegudament com a peronistes...les xifres oficials han estat tan fluctuants i contradictòries, que l'existència d'un frau nou és innegable. No hi ha hagut una publicació antigovernista que no denunciés la manipulació del percentatge, encara que cadascuna ho interpretes d'acord amb les seves conveniències. El mateix dia de l'elecció, a la nit, el Ministre de l'Interior avançava que els votants pujaven al 75%. Els resultats publicats els dies subsegüents marcaven un elevadíssim percentatge d'abstencions a l'interior, principalment a: Corrientes, Santa Cruz, Chaco, Formosa, Río Negro, La Pampa, etc. Aquests percentatges d'abstenció arribaven fins al 70%. De sobte, els percentatges s'inverteixen i l'escrutini definitiu indica que no hi ha província (llevat de Misiones) que baixi del 70% de concurrència. El percentatge mitjà oficial es va elevar al 82,05%, i de cop sobrepassen el 87%....ells mateixos (al diari Democràcia del 30 de juliol) van cometre el lapsus de lliscar la xifra de més de 2.300. 000 a favor del vot en blanc. El secretari de redacció va ser automàticament separat del càrrec com a conseqüència d'aquesta filtració. L'apoderat del Partit Comunista, Aráoz Alfaro, a la Junta Electoral va fonamentar la seva opinió que els vots anul·lats van ser computats com a vots en blanc, respectant la voluntat dels electors. Però la seva hipòtesi no va trobar ressò, i arbitràriament els vots anul·lats van desaparèixer dels còmputs».

### Alçament del general Juan José Valle i els afusellaments

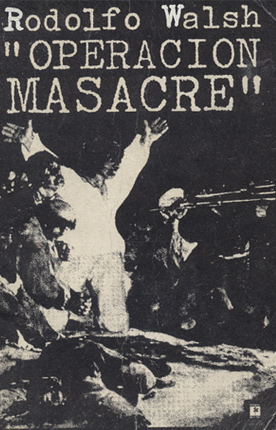
Portada del llibre Operación Masacre (1957), de Rodolfo Walsh, utilitzant com a imatge el quadre El tres de maig a Madrid, de Francisco Goya

El 9 de juny de 1956 es va produir un alçament cívico-militar contra el govern de facto d'Aramburu, liderat pel general Juan José Valle, qui al seu torn va estar secundat en el comandament pel general Raúl Tanco i els dirigents sindicals Andrés Framini i Armando Cabo. Les primeres manifestacions de resistència es van produir al cap de pocs dies del cop en els bastions peronistes de Rosario i Berisso. El 17 de 1956, els gremis de base, desconeixent la CGT oficial, van convocar una aturada general que va tenir una important repercussió a Rosario, La Plata, barris del Gran Buenos Aires i Tucumán. En la seva proclama, Valle i Tanco denunciaven que:
| « | La Nació ha caigut en mans d'homes i de forces que acceleradament retrotreuen la Pàtria a èpoques de sotmetiment, d'humiliació i vergonya, han violat i desconegut l'imperi de la Constitució i de les lleis, substituint-lo per un anomenat «dret de la Revolució» que no és altra cosa que l'entronització de l'arbitrarietat, sense més normes ni tanques que l'omnímoda voluntat dels qui tenen el poder. Procedint a l'avassallament de les garanties i els drets individuals, la persecució, empresonament i confinament en veritables camps de concentració de milers d'argentins no sotmesos a procés i privats del dret de defensa, l'exclusió de càrrecs públics i acomiadament dels seus llocs de treball a milers d'argentins per raons polítiques, la proscripció de la força política majoritària, i submergit a la pàtria en un clima de delació i espionatge fomentat i organitzat des del poder i la negació de la llibertat de premsa, uniformada al servei del govern... | » |

L'aixecament va ser ràpidament avortat, pel fet que el moviment havia estat infiltrat i el govern militar estava esperant els insurrectes. L'únic lloc on va arribar a tenir algun èxit va ser la ciutat de Santa Rosa (La Pampa), on tropes i civils al comandament del coronel Adolfo Philippeaux van aconseguir publicar un manifest per una ràdio, encara que posteriorment van fugir. Els revoltats van matar tres persones (Blas Closs, Rafael Fernández i Bernardino Rodríguez) i van tenir dos morts (Carlos Yrigoyen i Rolando Zanera), sense comptar als que van ser després afusellats.
A La Plata, les tropes revoltades, encapçalades pel tinent coronel Oscar Cogorno, el major Juan José Pratt i el capità Jorge Morganti, van aconseguir prendre el Regiment 7 d'Infanteria i la Prefectura de Policia d'Infanteria. Van resistir diverses hores els atacs rasants dels avions navals. Conscient de la derrota, Cogorno no va voler arriscar una vida més. Abans de lliurar-se, va intentar acostar-se a casa seva a City Bell per acomiadar-se de la seva esposa i els seus fills, però va ser delatat i afusellat la matinada de l'11 de juny a la paretó del Regiment 7. Mentre a Santa Rosa, capital de La Pampa, els rebels, encapçalats pel coronel Adolfo César Phillipeaux, van aconseguir prendre la caserna, la prefectura de policia, les comissaries i la presó (on van alliberar els presos polítics) i una ràdio. L'endemà l'emissora va ser bombardejada al matí per avions navals provinents de la base Almirante Espora.
L'ordre presidencial d'afusellar els revoltats, convalidada pels partits polítics que integraven la Junta Consultiva Nacional, és un acte repressiu que no té antecedents a la història argentina.
Els afusellaments van estar signats per irregularitats, com l'aplicació retroactiva de la llei marcial, decrets preredactats, manca de registres sobre l'existència de judicis sumaris i de les ordres d'execució, etcètera. Els mateixos van incloure també afusellaments clandestins de civils als afores de José León Suárez, que van ser mantinguts ocults pel govern fins que el periodista Rodolfo Walsh revelés els fets en un llibre clàssic titulat Operación Masacre, publicat el 1957. Un altre acte obertament il·legal va ser el assalt a l'ambaixada d'Haití per part d'un grup comando, que violant les regles sobre asil diplomàtic va segrestar els insurrectes refugiats allà, entre ells el general Raúl Tanco, els quals van ser tornats al seu asil quan l'ambaixador va presentar el seu reclam.
Els 18 militars afusellats van ser:
- general de divisió Juan José Valle
- coronel Ricardo Santiago Ibazeta
- coronel Alcibíades Eduardo Cortines
- coronel José Albino Irigoyen
- tinent coronel Oscar Lorenzo Cogorno
- capità Eloy Luis Caro
- capità Dardo Néstor Cano
- capità Jorge Miguel Costales
- tinent primer Jorge Leopoldo Noriega
- tinent primer Néstor Marcel Ovidela
- sotstinent Alberto Juan Abadie
- sotsoficial principal Miguel Ángel Paolini
- sotsoficial principal Ernesto Garecca
- sergent ayudante Luis Pugnetti
- sergent Hugo Eladio Quiroga
- sergent Luis Bagnetti
- caporal Miguel José Rodríguez
- caporal músic Luciano Isaías Rojas

Els 14 civils afusellats van ser:
- Clemente Braulio Ross
- Norberto Ross
- Osvaldo Alberto Albedro
- Dante Hipólito Lugo
- Aldo Emir Jofré
- Miguel Ángel Mauriño
- Rolando Zanetta
- Ramón Raulvidela
- Carlos Irigoyen
- Carlos Alberto Lizaso
- Nicolás Carranza
- Francisco Garibotti
- Mario Brion
- Vicente Rodríguez

A Campo de Mayo, a la matinada de l'11 de juny de 1956, també van ser afusellats els coronels Alcibíades Cortínez i Ricardo Ibazeta, els capitans Néstor Cano i Eloy Caro, el tinent primer Jorge Noriega i el tinent de banda Néstor Videla. La decisió d'afusellar el general Valle va respondre a una ordre directa de l'almirall Rojas. Els familiars de les víctimes no van ser notificats ni de la condemna a mort ni de l'execució, i ni tan sols de l'enterrament.

Moments abans de ser afusellat, el general Valle li va escriure una històrica carta al general Aramburu en què reclama durament la decisió d'afusellar els insurrectes i justifica l'aixecament en la necessitat de defensar el poble d'un govern que li estava «imposant el llibertinatge d'una minoria oligàrquica». En un dels paràgrafs la carta diu:
| « | Amb afusellar-me a mi n'hi havia prou. Però no, han volgut escarmentar el poble, cobrar-se la impopularitat confessada pel mateix Rojas, venjar-se dels sabotatges, cobrir el fracàs de les investigacions, desvirtuades l'endemà en sol·licitades dels diaris i desfogar una vegada més el seu odi al poble. D'aquí aquesta inconcebible i monstruosa onada d'assassinats. Entre la meva sort i la de vosaltres em quedo amb la meva. La meva esposa i la meva filla, a través de les seves llàgrimes, veuran en mi un idealista sacrificat per la causa del poble. Les dones de vosaltres, fins i tot, us veuran abocar-vos pels ulls les seves ànimes d'assassins. I si els somriuen i els fan un petó serà per dissimular el terror que els causen. Encara que visquin cent anys les seves víctimes els seguiran a qualsevol racó del món on pretenguin amagar-se. Viuran vostès, les seves esposes i els seus fills, sota el terror constant de ser assassinats. Perquè cap dret, ni natural ni diví, no justificarà mai tantes execucions. | » |

Els afusellaments han estat fortament qüestionats per actors polítics, observadors i historiadors, tant per la manca de legalitat com pel grau de violència innecessària que aquests van implicar, així com per les conseqüències negatives, deslligant des de l'Estat un cicle viciós de violència i terror que va desembocar en el Terrorisme d'Estat a l'Argentina en les dècades de 1970 i 1980. Més enllà de les irregularitats concretes que presenten els afusellaments en cada cas, els qui en qüestionen destaquen que la Constitució Nacional de l'Argentina prohibeix la pena de mort per causes polítiques des de 1853.
En menys de 48 hores, civils i militars són afusellats a Lanús, La Plata, José León Suárez, Campo de Mayo, l'Escola de Mecànica de l'Exèrcit i la Penitenciaria Nacional. Per a la nit de l'11 de juny de 1956, la llista d'executats puja a 16 militars i 13 civils.
L'advocat radical Carlos Alconada Aramburú, que al moment de l'alçament s'exercia com a Fiscal d'Estat de la província de Buenos Aires i, l'any següent, va ser designat Ministre d'Educació i Justícia del govern militar, va afirmar que els afusellaments van ser penes de mort aplicades pel delicte d'insubordinació militar, aplicant les lleis 13.234 de 1948 i 14.062 de 1951. La historiadora María Spinelli afirma que les lleis invocades per Alconada Aramburú havien estat derogades pel mateix govern militar l'any anterior dels alçaments, mitjançant els decrets llei 140 i 8313. També, a les seves respectives Memòries, van defensar els afusellaments l'almirall Isaac Rojas (1993), que els justifica en la necessitat de «salvaguardar els èxits de la Revolució Alliberadora», i el contralmirall Jorge Perrén (1997), que sosté que calia donar un «escarment exemplar al peronisme».

Perón va fixar la seva posició en una carta enviada a Cooke sobre la qual explica Miguel Bonasso:
| « | El fracàs del motí del 10 de juny ha estat la conseqüència del criteri militar de la caserna. Els dirigents d'aquest moviment han procedit fins i tot amb ingenuïtat. Llàstima gran és que hagin compromès inútilment la vida de molts dels nostres homes, en una acció que per endavant es podia predir com un fracàs. Jo vinc repetint, als mateixos peronistes precipitats, que no farem camí darrere dels militars que ens prometen revolucions cada cap de setmana. Fa cinc mesos vaig impartir les instruccions sobre la manera com havíem d'encarar el problema: mitjançant la resistència civil. Durant aquests cinc mesos només he fet repetir que els cops militars no interessaven al peronisme perquè no era solució sortir de les mans d'una dictadura per caure en una altra. Que l'única solució acceptable per a nosaltres era la voluntat del poble i que per això havíem de recórrer a les forces del poble i no a les forces militars. Que l‟acció de les forces del poble eren operacions de resistència i no cops d‟Estat. […] tot això ho he repetit milers de vegades a tots els afanyats que confiaven més en un cop de la fortuna que en la preparació sistemàtica i racional d'un treball adequat. Malauradament, el cop fallit del 10 de juny m'ha donat la raó, però el preu ha estat massa gran. Hauria preferit equivocar-me. | » |

La dictadura va tractar de forjar la documentació sobre l'assassinat de Valle i va assentar el seu ingrés matusserament gairebé un any després de la seva mort, mentre començaven a ser publicades les investigacions de Rodolfo Walsh i la Cort Suprema de Justícia dictava una sentència en el cas Livraga pel com passava totes les actuacions al fur militar, tancant la via de la justícia civil. L'única causa judicial sobre els afusellaments va ser iniciada pel supervivent Juan Carlos Livraga, contra el cap de la Policia de la província de Buenos Aires Desiderio Fernández Suárez. El doctor Belisario Hueyo, jutge de la causa, va citar a declarar l'acusat, però Suárez va recórrer als seus superiors i el 21 de gener de 1957 el van rebre Aramburu i Quaranta, que el van tranquil·litzar i li van dir que la causa passaria a la justícia militar. Dies després els jutges militars van reclamar al doctor Hueyo la seva jurisdicció en el tema, qui va rebutjar la comanda i es va declarar competent. Es va inventar un artificial conflicte de poders que es va resoldre a la Cort Suprema addicta, composta per Alfredo Orgaz, Manuel J. Argañarás, Enric V. Galli, Carlos Herrera i Benjamín Villegas Basavilbaso, que va fallar a favor de la competència dels jutges militars. La decisió obedient repetia gairebé textualment el que havia dictaminat el procurador general, l'aramburista Sebastián Soler; la causa va passar al tribunal militar i va ser tancada en temps rècord.

### Legislació laboral
Després del cop del 1955, es va produir per una banda l'ocupació de tots els locals sindicals combinat amb repressió i empresonament per a nombrosos delegats fabrils i activistes sindicals. Després del desplaçament de Lonardi i en assumir a mitjans de novembre, Pedro Eugenio Aramburu impulsa una política antiobrera que va incloure:
- proscripció de dirigents sindicals peronistes;
- intervenció de la CGT;
- es van declarar nul·les i dissoltes les comissions internes per part del Ministeri de Treball;
- nomenament d'interventors militars en nombrosos sindicats; i
- derogació de la Llei dAssociacions Professionals, quedant restringit el dret de vaga.

Al moment de la seva designació com a Ministre per Aramburu, es trobava retirat. Durant la seva gestió es va donar una extensa vaga de treballadors de drassanes el 1956. L'anomenada «Vaga dels Bojos» fa referència a l'aturada protagonitzada pels membres de la Federació d'Obrers en Construccions Navals-Autònoma (FOCN) entre octubre de 1956 i novembre de 1957, sent la vaga més extensa de la classe obrera argentina al segle xx.
En matèria laboral, va crear el règim d'assignacions familiars per a empleats de comerç i de la indústria i l'augment de les indemnitzacions. El cop d'Estat del 16 de setembre del 1955 impedirà que el projecte de regulació laboral específica per a treballadors domèstics, presentat per la diputada Dellia Parodia abans del cop, segueixi el seu curs institucional. Mitjançant un decret de 1956, se'ls reconeix relació de dependència als que treballaven almenys quatre hores diàries, quatre dies a la setmana, i se'ls reconeix també a partir de llavors una indemnització per acomiadament de mig mes per any de servei. L'Estatut exclou les treballadores domèstiques de la llei d'assignacions familiars i de riscos de feina. No contempla la remuneració per hores extres, l'accés a una assegurança de desocupació ni a llicències per maternitat i els fixa la setmana laboral a 72 hores. El Decret 326/56 no establia una quantitat d'hores laborals per dia, sent la mateixa variable.
El dirigent peronista Antonio Cafiero afirma que les caixes de jubilacions d'assalariats van tenir entre el 1950 i el 1954 un superàvit que rondava el 4% del PIB. El resultat es va revertir ràpidament després del cop d'Estat i les caixes van passar a exhibir un dèficit elevat; a partir del 1955 la jubilació mitjana es va reduir en un terç en moneda constant, a una taxa de descens encara més gran que la dels salaris. El Decret Llei 9270/56 va eliminar els representants gremials que atorgava determinats drets als sindicats més representatius, que així passaven a ser entitats simplement inscriptes, igualant-los als sindicats menys representatius.

### Conflictes laborals
En assumir el nou govern després del cop d'estat intern contra Lonardi, el general Aramburu es va trobar amb una vaga general. En alguns llocs, la vaga havia començat el dia 13 de novembre del 1955 i les manifestacions obreres havien produït enfrontaments amb les forces de seguretat; a Rosario es van produir víctimes fatals entre els vaguistes. El 15 de novembre el mateix govern va admetre un 75% d'absentisme al Gran Buenos Aires, arribant al 95% a les principals indústries, i tan sols el primer dia hi va haver unes mil detencions. El dia 16, Aramburu va intervenir la CGT i els sindicats. Mentre se succeïen els empresonaments, no es va limitar a castigar la cúpula sindical, va continuar amb els estrats més baixos de l'organització dels treballadors i va declarar dissoltes les comissions internes. A CATITA, planta metal·lúrgica de la província de Buenos Aires, es va efectuar al desembre de 1955 una vaga reeixida contra l'acomiadament de diversos delegats. Al Frigorífico Lisandro de la Torre de la Capital Federal, es van realitzar a l'abril del 1956 una mobilització i una vaga en contra de l'arrest de tres delegats per l'interventor militar.
El 1957, emparant-se en el Decret 2739/56, la Federació d'Indústries Metal·lúrgiques pretenia modificar el conveni col·lectiu de treball per brindar-los majors poders als supervisors i empleats de vigilància perquè actuïn sense necessitat que interfereixi el sindicat; establir normes per acabar amb l'absentisme i treure'ls els furs als delegats. Tot i això els treballadors van rebutjar immediatament el projecte patronal, convocant a una aturada de 24 hores contra el Decret 2739/56. El règim no volia sota cap circumstància cedir davant les demandes perquè es transformaria en un «cas testimoni» per a futurs conflictes en altres gremis que es sumarien als que ja estaven en lluita: la construcció, el calçat, gràfics, tèxtils, industria càrnia i de la construcció naval. Aquesta intransigència del règim va fer que els metal·lúrgics s'embarquin en una històrica vaga que duraria sis setmanes. La mesura va durar 40 dies i va generar gran impacte social. L'exèrcit i la policia van reprimir feroçment. Les demandes dels treballadors es van centrar cada cop més en la llibertat dels presos polítics (que al desembre eren més de 400) i la reincorporació dels acomiadats. Explica l'historiador Daniel James en Resisteència e integración, que la policia va amenaçar els comerciants perquè no obrissin crèdit als vaguistes, però així i tot els van recolzar demostrant la relació solidària. L'ofensiva de la patronal emparada per Aramburu va ser duríssima; la vaga metal·lúrgica va deixar un saldo de 12.000 acomiadats i perseguits polítics.
Al llarg del 1957, els ferroviaris, empleats municipals, bancaris, alimentació, tèxtils, navals i telefònics van prendre com a exemple el cas metal·lúrgic i es van llançar a la vaga erosionant a estabilitat del règim. A partir de l'aplicació del Pla Prebisch, la carestia augmentava mes a mes. Des del gener, 3.000 obrers i obreres de l'empresa Philips durant diverses jornades van reclamar el reconeixement dels delegats i la comissió interna. Es van sumar al conflicte els obrers de Siam, Piazza i Siambreta. Les lluites es van estendre als obrers de la construcció de Mar del Plata, al frigorífic La Negra, del cautxú, tèxtils, bancaris que reclamaven el reconeixement dels seus representants, aixecament de les intervencions i augments salarials. Posteriorment es va desencadenar una violenta repressió amb violacions de domicilis, persecucions, detencions i acomiadaments a les grans empreses.
Durant els darrers tres mesos de l'any van tornar amb intensitat els conflictes. A finals d'octubre, el gremi tèxtil va fer una aturada de 24 hores, que va obligar el Ministeri de Treball a convocar el Comitè de Vaga, i posteriorment es va desencadenar una violenta repressió amb violacions de domicilis, persecucions, detencions i acomiadaments a les grans empreses. Al novembre es van sumar els bancaris i els telefònics per salaris, sent intervingut el sindicat. Finalment ho van fer els treballadors ferroviaris, construcció, transport automotor, del tabac, de la carn, gràfics i metal·lúrgics. Totes aquestes lluites van deixar una gran experiència en el moviment obrer.
Després del cop de 1955, es va produir per una banda l'ocupació dels locals sindicals pels comandos civils i, de l'altra, repressió i presó per a nombrosos delegats fabrils i activistes sindicals. Després del desplaçament de Lonardi i en assumir a mitjans de novembre, Pedro Eugenio Aramburu ho va fer impulsant una política antiobrera que va incloure proscripció de dirigents sindicals peronistes, intervenció de la CGT, es van declarar nul·les i dissoltes les comissions internes per part del Ministeri de Treball, nomenament d'interventors militars en nombrosos sindicats, derogació de la Llei d'associacions professionals, restricció del dret de vaga, repressió i intimidació del sindicalisme amb l'arrest de centenars de dirigents sindicals, i sanció del Decret 7107/56 d'abril de 1956 que excloïa de qualsevol activitat tots els que s'haguessin exercit en la conducció de la CGT o els seus sindicats.
Les lluites salarials de finals del 1956 van ajudar a consolidar el moviment d'oposició. A partir de l'aplicació del Pla Prebisch, la carestia augmentava mes a mes i comença a donar-se als supermercats mancants de productes bàsics, juntament amb un augment dramàtic de la inflació. Es van anar fent aturades dels treballadors dels gremis metal·lúrgics, construcció, calçats, gràfics, tèxtils i carn. Justificant-se en una aturada de telefònics i telegrafistes, el govern va decretar l'estat de setge per 30 dies a Buenos Aires. A la reunió en la qual es va definir la mesura van participar el Ministre Alconada Aramburú, el sotssecretari García Puente i el cap de la Casa Militar, capità de fragata Francisco Manrique. Segons les xifres oficials els detinguts per l'estat de setge van ascendir a 150 persones que van ser allotjades als vaixells París i Washington.
El 1957, les llavors flamants 62 organitzacions i altres sindicats obrers argentins disposen una vaga general que va paralitzar el comerç, indústria i transports. L'absentisme va ser gairebé total a les línies Sarmiento i Mitre, i en alguns ramals de l'Urquiza i el San Martín. L'aturada també va ser important als barris industrials del Gran Buenos Aires i a l'interior, com al Chaco, Bahía Blanca i Corrientes, on les CGT locals van parar el dia anterior, l'adhesió va ser total.
Després de setembre del 1955 es procedeix a l'acomiadament dels empleats identificats amb el peronisme. L'Associació Bancària va ser intervinguda i posada sota la direcció de César González, un acèrrim antiperonista. Davant l'escalada inflacionària del 1957/1958 va començar una vaga bancària. Aleshores el règim va declarar la mobilització militar dels empleats bancaris, a partir de les 0.00h. del 10 de març de 1958. Es van prendre disposicions d'ocupació militar de tot el sistema bancari. Unitats de la infanteria de marina i de la policia es van ubicar a les institucions financeres. Segons el decret, el personal afectat tenia l'obligació de notificar-se a les 48 hores següents i presentar-se al lloc de treball. Els infractors serien incorporats a les forces armades i sotmesos a la justícia militar. El sindicat de l'assegurança va emetre un comunicat contra la mesura totalitària adoptada pel govern de facto. El dirigent d'aquest gremi, Walter Iscaro, va tornar a ser detingut. La lluita per la democratització de l'Associació Bancària dona lloc a la vaga de gener, febrer i març de 1958, moment en què el gremi és intervingut i es concreten nombroses detencions, mobilitzant-los militarment.
Dimecres 12 de març de 1958, davant una vaga de braços caiguts al Banc de la Província de Córdoba, 70 empleats en protesta van ser pujats a un òmnibus i conduïts a una unitat militar. També va ser desallotjada la Casa Central del Banc Nació. Els empleats van ser conduïts a l'Escola de Mecànica de l'Armada, patint tortures. El 14 de març al voltant de 350 bancaris van ser detinguts per les Forces Armades. Van ser declarats individus «en compliment de missió efectiva» i traslladats al 5è Regiment d'Infanteria. Per a fins de març aproximadament 8000 empleats bancaris es trobaven allotjats en unitats militars a tot el país. A la Capital Federal superarien els 3000, distribuïts entre l'Escola de Mecànica de l'Armada i la de l'Exèrcit, el 1r regiment d'Infanteria de Marina i el 1r regiment de Patricis. La mesura va fer que la vaga s'estengués. A Rosario va continuar l'aturada. Es va fer evident que les mesures repressives no donaven resultats positius per al règim d'Aramburu. Dies abans d'assumir Frondizi, es va reunir amb els dirigents bancaris, que després de 52 dies de vaga, juntament amb els gremis bancari i de l'assegurança, van tornar als seus llocs de treball.
Davant la duresa de la mesura de mobilització militar, hi va haver mostres de suport d'altres organitzacions sindicals que van declarar la seva solidaritat amb el gremi bancari: Sindicat de l'Assegurança, Sindicat Argentí de Premsa, Associació del Personal Aeronàutic, Federació Argentina de Treballadors de Luz y Fuerza, Sindicat de Luz y Fuerza, Federació d'Obrers i Empleats de l'Argentina, Sindicat d'Aigua i Energia, Federació d'Empleats de Comerç de Buenos Aires, Unió Obrera de la Indústria Fusta, Unió de Treballadors d'Entitats Esportives i Civils, Delegacions Regionals de la CGT (Concordia i Mendoza), Sindicats Units de Petroliers de l'Estat, Associació Argentina de Telegrafistes, Radiotelegrafistes i Afins, Sindicat Obrer de la Indústria de l'Oli, Sindicat de la Indústria del Paper, Sindicat de Treballadors de la Indústria de l'Alimentació, Unió Obrera de la Construcció, Sindicat Argentí de Músics, Sindicat Obrer de la Indústria del Vidre i Afins, Sindicat Obrer de la Indústria del Vestit i Afins, La Fraternitat, Unió Ferroviària, Federació Argentina de Treballadors d'Indústries Químiques i Afins, Sindicat Únic de Rellotgers i Joiers de l'Argentina, Sindicat Únic de Portuaris i Federació d'Obrers de Construccions Navals.
A la segona meitat del 1958, les 62 organitzacions van llançar diverses proclames d'índole més política que gremial, en les quals no es nomenava Perón o el peronisme, encara que sí que s'utilitzava un llenguatge inequívocament peronista. Els sindicats peronistes van anunciar una aturada general els dies 22 i 23 d'octubre d'aquell any, que va acabar amb la mobilització militar dels treballadors i l'arrest de desenes de dirigents gremials i una repressió enèrgica.
En aquest clima de vagues, repressió i atacs a les conquestes obreres, la «Federació d'Obrers en Construccions Navals-Autònoma» (FOCN) va llançar a l'octubre de 1956 una vaga que va durar 14 mesos, entre octubre de 1956 i novembre de 1957, sent la vaga més extensa de la classe obrera argentina al segle xx. L'11 d'octubre del 1956, la vaga es va agreujar quan a Rosario, elements parapolicials del règim van apunyalar de mort l'obrer naval Ramiro García Fernández. El govern d'Aramburu va construir un sindicat paral·lel, el SAON (Sindicat Argentí d'Obrers Navals), reconeixent-ho formalment a l'agost de 1957, començant a afiliar compulsivament nous treballadors a aquest sindicat.
Des de mitjans del 1956 fins a finals del mateix any, quan es van efectuar una sèrie d'aturades de gran importància, s'evidenciava un increment de la resistència dels treballadors recorrent a tots els mètodes al seu abast. A cada barri, ciutat o poble van sorgir dirigents que per la seva decisió eren elegits pels seus companys per ocupar els primers plans, no existint cap altra selecció que la predisposició per a la lluita.

#### Puebladade Cutral Có
El 19 de febrer de 1958 es desferma a la localitat de Cutral Có (Neuquén) una pueblada en suport de la vaga petroliera que perjudica la repressió. Aquell dia, milers de manifestants surten als carrers per donar suport a la vaga que duien a terme els petroliers i enfrontar el pla repressiu que havia desplegat el govern militar. La massiva concurrència va partir del centre de la comarca petroliera i va marxar fins a Plaza Huincul, encapçalada pels rectors locals Zantos i Urrutia. Les mobilitzacions es van anar succeint des del primer dia de la vaga general per temps indeterminat, reclamant, entre altres punts, «un augment salarial de 800$, reincorporació del personal cessat per qüestions polítiques i restauració del servei assistencial». Per evitar l'acefàlia davant de l'eventual empresonament dels dirigents, el 13 de febrer es va aprovar la vaga general. El Regiment 10 d'Infanteria va irrompre a la localitat, ocupant la seu sindical del SUPE i empresonant uns 300 obrers.

### La vaga d'estudiants de 1956
Aramburu sanciona el 23 de desembre de 1955 el Decret Llei 6.432, en l'article 28 del qual afirmava: 
| « | La iniciativa privada pot crear universitats lliures que estaran capacitades per expedir diplomes i títols habilitants sempre que se sotmetin a les condicions exposades per una reglamentació que es dictarà oportunament. | » |

Les protestes relatives a la derogació de l'article no es farien esperar i es convertirien en particularment àlgides durant els primers dies de maig de 1956, quan detractors i defensors del ministre d'Educació es creuen violentament en un procés que va implicar preses de dependències secundàries i universitàries a tot el país.
A la Universitat de Buenos Aires (UBA),els comunistes serien els principals impulsors de les ocupacions a la Facultat de Medicina. La caiguda de José Luis Romero del rectorat, qui havia portat endavant un procés d'acomiadaments massius de docents i renúncies de professors acusats de col·laborar amb el peronisme a mitjans de maig de 1956, igual que la renúncia del militant ultracatòlic Atilio Dell'Oro Maini de la cartera educativa nacional, col·locaria el metge conservador Alejandro Ceballos al capdavant de la UBA. Ceballos es convertiria en un adversari dels sectors «modernitzants», establerts a les Facultats de Ciències Exactes i Naturals i Filosofia i Lletres, que pretenien una renovació. Al juny comença la presa de diferents universitats. El reclam aniria d'una posició adversa respecte dels concursos docents, criticant-se l'estat edilici de les cases d'estudi superior, i rebutjant-se la derogació dels exàmens mensuals (mitjançant els que es permetia a l'alumnat rendir finals a cada mes) i l'esperit limitacionista que això implicava. Des del febrer del 1956, la FUA i la FUBA van manifestar la seva preocupació per la possibilitat que l'article 28 es reglamentés. Començat el cicle lectiu de 1956, els estudiants reformistes van portar endavant una bateria d'accions tendents a impedir la reglamentació de l'article 28, accions que van incloure demostracions públiques, vagues i ocupacions de facultats a la UBA. Un clima de violència i agitació s'havia desfermat. Ja en els primers dies de maig es van presentar per una banda els estudiants universitaris i secundaris, i enfrontats a ells les forces repressives i les autoritats universitàries addictes al règim, portant una aturada d'estudiants d'acatament unànime.
A partir del 1957 és fàcil advertir a través de diverses publicacions comunistes, encara que també en altres reformistes, un augment de la radicalització estudiantil. Al febrer d'aquell any, els comunistes van propiciar les protestes contra l'examen d'ingrés. En aquest marc, reprenent una metodologia que els estudiants havien utilitzat l'any anterior en repudi a l'article 28, i prèviament els dies posteriors al rebuig al cop d'Estat. S'ocuparen les facultats de Medicina i Enginyeria de la UBA. El fet es va iniciar el 12 de febrer a Medicina i després es va traslladar a Enginyeria sota la consigna: «Menys pressupost militar, volem estudiar». L'esdeveniment va portar aparellat forts enfrontaments amb les autoritats universitàries, la política limitacionista de les quals es jutjava còmplice de l'ofec pressupostari a què sotmetia el govern nacional a les cases d'alts estudis.

### Política econòmica
En l'àmbit econòmic, l'Argentina va ingressar al Fons Monetari Internacional (FMI) i al Banc Mundial. Es va decretar la intervenció de la CGT, la derogació de la Llei d'associacions professionals i la restricció del dret de vaga, el desmantellament d'IAPI i la privatització dels dipòsits bancaris.
Quan la dictadura va prendre el poder Argentina era un país creditor i el Banc Central tenia 371 milions de dòlars en reserves. En finalitzar el règim d'Aramburu, només en quedaven 125 i l'Argentina es trobava en default. El deute extern havia crescut fins a assolir els 1.800 milions de dòlars, que comprometia molt més que la totalitat de les reserves, mentre que el dèficit de la balança de pagaments arribava a els 339 milions de la mateixa moneda. El dèficit fiscal que el 1957 era de 27.000 milions de pesos moneda nacional, el 1958 es va elevar a 38.000 milions. Durant la seva gestió va sumar noves obligacions externes per 700 milions de dòlars estatunidencs, que no es va poder pagar.
S'havien liquidat en només dos anys tres milions de caps de bestiar, havia baixat sensiblement l'activitat industrial i augmentat exponencialment la inflació, alhora que els salaris estaven continguts i creixia la desocupació. El 1957 les importacions sumaven 1.310 milions de dòlars, superior als 957 milions d'exportacions. Es va disposar la intervenció de 40 firmes nacionals i estrangeres, entre elles indústries com Kaiser Argentina, Mercedes-Benz, FIAT, Deuz, etc. El 1956 el govern militar va signar un acord amb empreses fabricants de tractors, la qual cosa va portar a un fort conflicte amb la Cambra Argentina de Fabricació de Tractors i Maquinària Agrícola pels contractes que atorgaven el total control del sector a quatre empreses estrangeres. La cambra sostenia que l'oligopoli permetia a aquestes firmes incrementar els preus abruptament i cometre pràctiques deslleials i violentar els principis de competència.
Es va desarticular tot el sistema econòmic muntat pel peronisme, passant l'economia del país a dependre enterament de les exportacions de cereals i carns, que a més estaven controlades per grans empreses estrangeres. També el Banc Central va deixar de ser un promotor del desenvolupament per ser un simple estabilitzador de preus. S'intentà expandir l'economia via de l'augment salarial i dels impostos. Va instaurar un règim de control de canvi, no es podien transferir divises a l'exterior, la compra de dòlars estatunidencs es va limitar a 50 dòlars per persona per mes, i per fer-ho calia signar una declaració jurada. En aquell moment, es registraven venciments amb els Estats Units d'Amèrica al que el govern de facto d'Eugenio Aramburu va sumar noves obligacions per 700 milions de dòlars estatunidencs, que no va poder pagar. Durant aquest període els termes d'intercanvi van caure notablement: el 1957 els preus eren un 13% menors que els del 1953. Tot i la política devaluatòria aplicada, les reserves van declinar i es van acumular els deutes comercials. Es va dur a terme una devaluació, amb la qual cosa es va produir una alça interna en els preus dels productes primaris: es va incrementar un 40% la carn i més de 200% en el cas dels cereals. Per cobrir el dèficit comercial el govern va haver de recórrer a préstecs externs. Per això va entrar en tractatives amb l'Exim-Bank dels Estats Units d'Amèrica i diversos bancs britànics; no obstant a finals de 1956 la situació econòmica argentina es va agreujar, acusant la balança comercial un dèficit de 210 milions de dòlars, xifra gairebé equivalent a la de les reserves existents.
El règim va arribar al punt de fer incessants emissions de diners, mentre que l'any 1956 la dictadura d'Aramburu havia emès 3.165 milions de pesos, l'any que acabava, el 1957, la xifra havia pujat gairebé al doble: 5.904 milions.
El govern militar va fundar l'Institut Nacional de Tecnologia Agropecuària (INTA) el 4 de desembre de 1956 mitjançant el Decret Llei 21680/56, i es va inaugurar la Usina de San Nicolás el 1957.
Durant el règim es va formar una força parapolicial, que sota la mirada «vigilant» dels agents de l'ordre, grups d'antiperonistes, anomenats «Comandos Civils Revolucionaris», van destruir locals partidaris, van assaltar seus gremials, van atacar locals de la Fundació Eva Perón i cases particulars de reconeguts funcionaris o militants peronistes, cremant milers de documents.
Es va donar una forta animositat contra la FUBA, que es devia principalment al seu protagonisme i important poder decisiu en la política universitària desperonitzadora de «l'Alliberadora». Immediatament després del cop, la Universitat de Buenos Aires (UBA) va ser dominada per organitzacions estudiantils antiperonistes i va ser intervinguda poques setmanes més tard. La política universitària d'Aramburu va estar marcada per l'empremta de la desperonització, que s'havia generalitzat a totes les esferes de la vida social i política del país. A partir d'aquell moment, igual que a les Forces Armades, es va dur a terme una purga que va implicar la incorporació i la separació de docents a totes les universitats nacionals sobre la base del signe respecte del govern enderrocat.
Durant el règim dictatorial es va dissoldre en part l'IAPI. Es va suspendre el contracte signat el 1954 amb la Standard Oil per autoabastir el país de petroli, cosa que va provocar una declinació de la producció hidrocarburífera nacional i un augment de les importacions de petroli que van revertir la balança comercial superavitaria, acumulant un creixent dèficit comercial i endarreriment al sector hidrocarburifer que entraria en crisi a la següent dècada a causa d'això.

### Política cultural i educativa
Seguint la política general de proscripció del peronisme, la dictadura militar va reprimir sistemàticament l'expressió de les idees d'aquest corrent polític. Les postures en contra del peronisme es van aprofundir, decidint-se la dissolució del Partit Justicialista i la inhabilitació política per als seus dirigents més destacats. D'aquesta manera, van ser clausurades publicacions com la revista De Frente i el diari Palabra Argentina, aquest últim clausurat el 9 de juny de 1957, simultàniament amb l'empresonament del seu director, Alejandro Olmos. Es va disposar que fossin intervinguts els més importants diaris, col·locant en ells persones favorables al règim. Carlos Alberto Erro va ser l'interventor d'ALEA i ATLAS i es va assignar a José Barreiro director d'El Mundo. També van ser intervinguts o expropiats el diari Mundo Argentino, Hogar Democracia, La Época i Crítica. El 13 de juny de 1957 va aparèixer mort al seu estudi del carrer San Martín 536 el doctor Marcos Satanowsky. El crim estava vinculat amb la tinença de les accions del diari La Razón, intervingut per Aramburu. Peralta Ramos havia rebut pressions i extorsions perquè lliurés el diari al govern d'Aramburu. Durant aquest període es van generalitzar les tortures, expropiació de béns i exili de sindicalistes, partidaris i col·laboradors peronistes, científics, intel·lectuals i artistes. Hugo del Carril va ser el primer detingut entre les personalitats del camp cinematogràfic. Després va ser el torn d'Àngel Luis i Atilio Mentasti, i després César Amadori. Els sectors catòlics conservadors que li van permetre arribar al poder demanaven una censura cada cop més estricta. Els tres anys del règim estan marcats per una gran quantitat d'episodis de persecució.
Atilio dell’Oro Maini va ser designat ministre d'educació, un personatge que ja el 1928 havia aconseguit certa notorietat als cercles de la dreta en el seu caràcter de primer director de Criterio, revista setmanal oficiosa de l'Església de marcada tendència feixista. En 1931 el govern colpista del general José Félix Uriburu el va designar interventor federal a la província de Corrientes; Maini mantenia un clar suport a les «potències nacionals» de l'Eix. Dell'Oro Maini signa un decret destinat a afavorir els designis de l'Església en matèria d'educació, sent un dels tants simpatitzants del nazisme que van acompanyar Lonardi. Juan Carlos Goyeneche va ser designat pel nou govern com a secretari de Premsa. Anteriorment, el novembre de 1942, en nom del president argentí Ramón S. Castillo, va aconseguir a Berlín una cosa impensable en aquells anys per a qualsevol polític llatinoamericà de segona línia: ser rebut pels més alts jerarques nazis, com el cap de les temudes SS Heinrich Himmler i el ministre de Relacions Exteriors Joachim von Ribbentrop. A més, va tenir oportunitat d'intercanviar cartes amb el propi Führer, entrevistant també Benito Mussolini a Roma, a Francisco Franco a Madrid, el dictador portuguès Antonio de Oliveira Salazar i a Pierre Laval, col·laboracionista dels alemanys a la França ocupada. Durant el mandat d'Aramburu i Rojas s'acusa Perón de 121 delictes, se li inicia un judici per traïció a la pàtria i se li prohibeix l'ús del grau militar i l'uniforme.
La Marxa de la Llibertat, tenint com a objectiu la desperonització i combinant un gran desplegament del seu aparell de propaganda, va ser imposada obligatòriament dins de les escoles. Es va imposar una forta censura al teatre i al cinema; obres com La gata sobre la teulada de zinc i la seva pel·lícula homònima van ser censurades a Argentina durant el règim militar autodenominat Revolució Alliberadora. Es va empresonar al productor cinematogràfic Hugo del Carril, i als propietaris de la productora Argentina Sono Film. El rol protagonista el va prendre l'Acció Catòlica Argentina des de la Direcció Central de Cinema i Teatre de l'AC, encarregada de «qualificar moralment» pel·lícules i obres de teatre. Aramburu imposa mitjançant el Decret 11847/56 de l'any 1956 la formació de comissions de censura provincials i municipals. La mateixa inscripció als concursos per a càrrecs docents després de 1955 seria part d'una violència política inusitada, ja que s'establiria que per a la presentació a una càtedra el postulant havia de signar un document en què declarava no haver tingut cap compromís amb «l'antic règim». Les autoritats universitàries de la dictadura d'Aramburu, més enllà de la idoneïtat dels docents, es reservaven el dret d'impugnar les candidatures sobre la base d'una anàlisi «de la conducta moral» de l'aspirant. Per exemple, per citar alguns casos, eren motiu d'impugnació aquells postulants que havien participat al Congrés de Filosofia de Mendoza de l'any 1949 o al Llatinoamericà de Sociologia durant el peronisme o qualsevol que tingués publicacions lligades al govern anterior. Es cometrien nombroses irregularitats a les universitats. A tall d'exemple dels autoritarismes comesos a la UBA després de l'any 1955, Oscar Balestieri, en una entrevista, recorda:
| « | (...) La universitat després de l'any 1955 i per esmentar el cas d'Arquitectura que jo conec, es va caracteritzar per sostenir moltes arbitrarietats. Per exemple, jo entro el 1958, en el període on havien ingressat els professors a les càtedres per la força, ja que s'havia expulsat els docents peronistes i els càrrecs serien coberts sense concurs. Havien fet fora tots els professors que venien del peronisme i hi havia un nivell de persecució infernal. Fan fora a tots i després assalten l'acadèmia docents recent rebuts o en diversos casos, hi havia alguns professors que ni tan sols eren rebuts. Eren, en gran part dels casos, molt joves i ingressaven sense concursos en el marc de les expulsions sistemàtiques i les arbitrarietats comeses a la institució. | » |

L'etapa inaugurada el 1955 duria a terme persecucions, proscripcions i violacions constants al dret i a les institucions educatives de govern, reprenent un esquema polític restringit semblant al model de la dècada infame.
La Marxa de la Llibertat va ser imposada obligatòriament dins de les escoles, tenint com a objectiu la desperonització i combinant un gran desplegament del seu aparell de propaganda. S'encomanà a la Direcció General d'Educació sota l'òrbita de la Marina la reforma del pla d'estudis i programes de les escoles primàries, censurant-se gran quantitat d'autors i imposant obligatòriament una visió historiogràfica de línia mitrista-liberal. Es va suprimir la llibertat de càtedra i els concursos docents, designant-se professors segons el seu grau d'aferrament al règim de la Revolució Alliberadora. Alhora van ser obligatoris l'aprenentatge de textos i pamflets dissenyats pel ministeri d'educació de to propagandista que exaltaven els èxits de la «revolució», a la figura d'Aramburu, comparant-la amb Sarmiento, i la de la seva esposa Sara Lucía Herrera, fomentant un culte cap a ells.
Ja durant el règim d'Aramburu es tancaria el setge contra l'autonomia universitària, es prohibiria la participació estudiantil als consells, es reduiria el pressupost educatiu i es promouria la introducció d'exàmens d'ingrés a diverses facultats. A partir de la presa del poder d'Aramburu s'iniciaria la sistemàtica eliminació a les universitats ja no només de peronistes, sinó també dels sectors catòlics, nacionalistes i de l'esquerra comunista.
Es van dictar des d'un primer moment una sèrie de disposicions tendents a eliminar totes aquelles referències que de forma gràfica, escrita o oral fessin esment al govern peronista. Com a part de la campanya de «desperonització de la societat» es va encarregar d'aplicar el Decret 4161 que prohibia els noms de Juan Domingo Perón i Eva Duarte de Perón, així com qualsevol menció referida a la ideologia peronista. S'hi establia una pena de presó de trenta dies a sis anys per als infractors. Addicionalment les persones culpables havien de pagar una multa i quedaven inhabilitades per exercir càrrecs públics, sindicals o en partits polítics. Si es tractava d'una empresa comercial, la primera vegada era clausurada quinze dies i si infringia el decret per segona vegada era clausurada permanentment, per la qual cosa es van deixar sense efecte els noms al·lusius al peronisme o a dates relacionades amb aquest moviment.
Aramburu ordenaria al coronel Héctor Cabanillas, cap del servei d'intel·ligència militar, el robatori del cos d'Evita i el trasllat a l'estranger. Es va lliurar a l'Armada una colònia de vacances per a nens de la Fundació Eva Perón, abandonant-se la construcció d'hotels de turisme social, tot això a Villa del Dique (Córdoba), com el que es planifiqués com a gran hospital pediàtric. Es van clausurar les 208 proveïdes que depenien de la Fundació (concebudes per combatre l'especulació) permetent que es podressin els aliments peribles. Van ser destruïts llibres, documents oficials, respiradors artificials i medicaments per tenir escrit el nom de la Fundació; l'Hospital Obrero de Nueva Pompeya va ser lliurat a l'exèrcit de l'aire.
Es va arribar a l'extrem de castigar esportistes; qualsevol figura de l'esport relacionada o sospitada d'haver brindat el seu suport a Perón, o haver rebut favors d'aquest, pagava amb l'exclusió social. Aquesta situació va afectar un centenar d'atletes, com el remer olímpic Eduardo Guerrero, els campions mundials de bàsquet del 1950, el maratonista Delfo Cabrera, la tennista Mary Terán de Weiss i fins i tot els corredors Walter Lemos i Osvaldo Suárez, que per conseqüència de la suspensió no va poder competir a la Marató de Melbourne 1956.
En matèria universitària es van expulsar professors simpatitzants del peronisme de les escoles i universitats. La persecució va motivar molts professors a exiliar-se. Els mesos següents centenars de professors van ser acomiadats, van renunciar a les seves càtedres o van abandonar el país.
El 1955 s'intervenen totes les universitats, es projecta retornar a l'autonomia universitària respecte del govern amb cogovern estudiantil i independència a l'administració dels recursos. És demolit el Palau Unzué, un casalot que havia pertangut a la família Unzué i havia estat la residència presidencial des de 1949. Pel que fa a les comissions investigadores, María Estela Spinelli les considera part del projecte pedagògic de la desperonització, buscant l'estigmatització del peronisme i del seu govern.
Van ser intervinguts la majoria dels municipis territorials, comissaries i subcomissaries. Els jutges de pau van ser reemplaçats a tot el país i una minoria va ser reconfirmada en el càrrec. S'hi van intervenir diversos organismes, majoritàriament establiments escolars, hospitals i delegacions del ministeri de Treball i Salut, o bé van ser dissolts.
Es va dictar una proclama militar que causaria el cessament de centenars de docents:
| « | Es declara absolutament incompatible, sota pena d'exoneració, l'exercici de qualsevol funció o ocupació pública, fins i tot el docent, o les tasques de qualsevol classe originades en nomenament de Comissions Investigadores o Intervencions decretades pel Govern Revolucionari, amb la intervenció o participació, per si mateix o per interpòsita persona, en l'assessorament, la defensa, el patrocini o la representació de persones i/o societats o associacions interdictes o sotmeses a responsabilitat penal, civil i/o administrativa per delictes o irregularitats investigades durant el govern de la Revolució Alliberadora. | » |

A l'octubre de 1955 s'intervé l'Institut Tecnològic del Sud, que l'any següent serà reanomenat Universitat Nacional del Sud (UNS) a la ciutat de Bahía Blanca, produint desena d'acomiadaments de professors i acadèmics, entre ells Santiago Bergé Vila i Antonio Tridenti (que pertanyen al grup de professionals fundadors de l'Institut Benito Franchini) i el doctor Solana (que s'exercia com a vicerector de l'ITS el 1954). Alguns de les desenes de professors i investigadors acomiadats, com Antonio Tridenti, Remus Tetu i Arnaldo Cañueto, s'incorporarien al comitè Acció Pro-Revisionisme Universitari de Bahía Blanca, a fi de lluitar per la derogació de la legislació universitària sancionada per la dictadura de Pedro Eugenio Aramburu. Es va desencadenar una protesta estudiantil contra el Decret 6403/55 que imposava controls ideològics als professors i un control repressiu sobre l'activitat estudiantil.
L'Associació del Futbol Argentí (AFA), que gaudia d'autarquia, va ser intervinguda, designant-se el coronel Arturo Bullrich com a interventor pel nou govern de facto. També va ser intervinguda l'Associació Argentina de Tennis pel president de facto Pedro Eugenio Aramburu, que va exigir que s'exclogués diversos tennistes, entre ells Maria Terán de Weiss, del circuit internacional, amb la firma d'Enrique Morea, exigència que va ser rebutjada per l'Associació Internacional de Tennis, a causa de «la seva evident intencionalitat de persecució política contra Weiss». El Comitè Olímpic Argentí, malgrat ser una entitat civil, autàrquica, desvinculada per normes estatutàries de tota mena d'influència econòmica, política, religiosa i racial, també va ser intervingut. El pla social es va caracteritzar per un fort conservadorisme, censura i repressió. El llibre Els nus i els morts, novel·la de Norman Mailer, editada els anys previs al 1955 per editorial Sur, amb una temàtica que al·ludeix al sexe, havia estat segrestada per la policia, i fins i tot la Municipalitat de la Ciutat de Buenos Aires segresta amb camions els quatre mil exemplars de l'edició. L'ordre dogmàtic s'imposa, prohibeixen la circulació del llibre a l'àmbit de la capital. Des de l'angle social, altres fets se sumen al que ja s'ha exposat. A l'octubre de 1956, comissaris de diferents seccionals de la ciutat de Buenos Aires i dels partits provincials del voltant emprenen ràtzies en llocs de reunió i a la via pública i detenen els «petiteros» (paraula que al·ludeix a certa modalitat en el vestir), i en general a tots aquells que tenen els cabells llargs.
Pel que fa al tango i al folklore, l'autoproclamada «Revolució Alliberadora», com més tard faria l'autoanomenat «Procés», establirà una política sistemàtica d'opressió, manipulació, apropiació i anihilació de les expressions populars.
Es dicta una Llei de Radiodifusió el 1957, que seria després reglamentada el 1965, i que establia «abstenir-se dels programes que exaltin la dissolució de la família, el desviament sexual o l'erotisme, com també la inclusió d'al·lusions o disquisicions que exaltin formes de vida renyides amb les normes socials, polítiques i ètiques del nostre país».
El govern militar va implementar una política de desfinançament i postergació de la Universitat Obrera Nacional (UON), creada durant el govern de Perón, amb la intenció evident d'organitzar-la com a institut de formació no universitària. Els estudiants de la UON es van organitzar per reclamar la mateixa organització i reconeixement que les altres universitats, i van començar a denominar-la Universitat Tecnològica Nacional, denominació que finalment va ser adoptada de manera oficial, quan la mateixa va ser reconeguda i organitzada com a universitat el 1959, durant el govern d'Arturo Frondizi. El decret va incloure també l'acomiadament de professors universitaris, metges i l'elaboració de llistes negres d'artistes peronistes, als quals se'ls va negar crèdits i va censurar a través de diversos organismes i se'ls va inscriure en llistes negres, negant-los qualsevol tipus d'ajut econòmic i prohibint-los participar de mostres artístiques.
Produït el Cop d'Estat de 1955, Eduardo Lonardi va emetre un bàndol on Isidro Odena va ser nomenat Director Nacional de Radiodifusió. Pocs dies després de l'enderrocament del govern peronista diverses escoles van ser intervingudes, els estudiants van començar a mobilitzar-se i van ocupar establiments. Tant a les escoles dependents del nivell nacional com a les que estaven a càrrec de la província de Buenos Aires, els ministres d'Educació van establir que les classes acabarien abans d'hora, l'11 de novembre. En un context igualment conflictiu, es va iniciar el període lectiu següent, amb l'agreujant que l'epidèmia de poliomielitis el va endarrerir a les institucions d'educació primària fins a mitjans de maig. Es va procedir a una censura massiva dels llibres de lectura i ensenyament. Cadascuna de les acabades de crear Inspeccions d'Ensenyament dels districtes de la província es van abocar a triar els textos de lectura i depurar els textos vigents. Aquestes mesures van anar acompanyades, en aquest context, d'altres orientades al desplaçament de docents que poguessin ser identificats amb el peronisme o el comunisme a través del Decret 2035 sèrie A de 28 de desembre, a partir del qual la Subsecretaria d'Educació reglamentava criteris d'acomiadament de docents.
Es van tallar els crèdits i el cinema argentí va enfrontar la seva pitjor època; se suspèn completament la producció i durant dos anys no s'estrenarà cap pel·lícula argentina. El cinema va estar signat per una paralització de la producció cinematogràfica, la suspensió dels crèdits i la persecució dels homes i les dones de la indústria cinematogràfica que patien la inclusió en llistes negres, especialment els lligats al peronisme o l'esquerra. Es van elaborar pel·lícules pamfletàries i es va crear l'Institut Nacional de Cinematografia (INC). El 1955 Lucas i Atilio Mentasti, propietaris d'Argentina Sono Film, van ser arrestats. Es van elaborar a més pel·lícules propagandístiques com Después del Silencio o El mito, amb l'objectiu d'intentar desacreditar el peronisme. El nacionalista Juan Carlos Goyeneche, de clares simpaties pel nazisme, va ser el primer secretari de Difusió, i aquest anuncia que a la residència presidencial es van trobar «20 milions de dòlars deixats per Perón». El fet mai no es prova i després és oblidat. Es prohibeix la circulació de mitjans impresos simpatitzants de «la segona tirania». L'únic que s'aconsegueix és que proliferi una gran quantitat de pamflets clandestins.
Paral·lelament els funcionaris del govern democràtic enderrocat van ser perseguits, tenint una enverinament especial contra aquells funcionaris d'origen jueu com Abraham Krislavin (que va ser subsecretari del Ministeri de l'Interior), Liberto Rabovich (que va ser jutge), Israel Zeitlin (director del suplement de la Premsa de la CGT), el rabí Amram Blum (assessor presidencial en assumptes religiosos), David Diskin (diputat), Pablo Manguel (primer ambaixador argentí a Israel), Enrique Dickman (dirigent socialista que va donar suport al peronisme), i Elías Sojitel (cronista esportiu).
Es van adoptar mesures econòmiques a favor del catolicisme a les escoles, que van començar amb el restabliment de subsidis a col·legis religiosos el 19 de febrer de 1956. El 22 de maig de 1957 se signa el decret pel qual s'atorgava a l'educació privada subsidis. L'Estat i l'església catòlica atenien també la construcció de fonaments polítics i pedagògics sobre les modificacions realitzades i per fer un currículum oficial, especialment pel que fa a la inclusió de la religió a l'escola pública. El 9 de juny el Consell d'Educació obliga a incloure a l'horari de classes l'ensenyament de la religió catòlica. Aquesta matèria cap a finals de 1956 seria incorporada al currículum oficial en caràcter de matèria de promoció obligatòria per als alumnes.
A partir del 1957, amb la nova reglamentació de la radiodifusió, el medi va entrar en un terreny complex. La censura i la cura dels continguts en els programes es van convertir en una pràctica freqüent. Durant la dictadura, figures identificades amb el deposat govern de Perón van ser prohibides, empresonades o perseguides: Hugo del Carril i la seva esposa, Alberto Castillo, Tita Merello, Elina Colomer, Fanny Navarro, Nelly Omar, Luis Elías Sojit, Antonio Tormo, Sabina Olmos, Cátulo Castillo, Chola Luna, Héctor Mauré, Paco Jamandreu, entre d'altres.
Davant la censura oficial del règim van ser creats diaris clandestins de breu durada, ja que molts van ser censurats i els seus editors i periodistes empresonats, entre ells El Descamisado (dirigit per Malfredo Sawady), Argentina (dirigit per Nora Lagos), Doctrina (dirigit per José Rubén García Martín), i El Federalista (dirigit per José Antonio Güemes). Després s'incorporarien durant els anys següents Tres Banderas i Compañeros (tots dos dirigits per J. Bernado Iturraspe), Bandera Popular, Palabra Argentina (dirigit per Alejandro Olmos), Palabra Prohibida (dirigit per Luis A. Sobrino Aranda), Rebeldía (dirigit per Manuel E. Bustos Nuñez), Línea Dura (dirigit per María Granata), entre d'altres.
Durant la dictadura de Pedro Eugenio Aramburu, combinant un gran desplegament del seu aparell de propaganda, la Marxa de la Llibertat, himne de les forces colpistes de setembre de 1955, va ser imposada obligatòriament dins de les escoles.
El govern militar va desmantellar el Consell Nacional d'Investigacions Científiques i Tècniques (CONITYC) que havia congregat importants científics, com el físic José Balseiro, Enrique Gaviola i l'enginyer nuclear Otto Gamba, els quals es van haver d'exiliar o treballar de forma privada, i es va renomenar com a Consell Nacional d'Investigacions Científiques i Tècniques (CONICET), designant al seu front al Premi Nobel Bernardo Houssay.
L'Església Catòlica, davant de la caiguda del seu principal defensor, el general Lonardi, va rebre finalment com a prebenda el Decret 6403, que a l'article 28 permetia la creació d'universitats privades. Els estudiants protestaven a les escoles secundàries i a les universitats, estenent les seves vagues i mobilitzacions a tot el país, cosa que va portar a la renúncia del ministre Dell’Oro Maini, que era al Perú. També van renunciar el sotssecretari d'Educació, Belisario Moreno Hueyo, i diversos interventors a les universitats. El govern va acceptar les renúncies i va deixar al proper govern la reglamentació i aplicació del polèmic decret.
També es va incloure la degradació d'oficials i sotsoficials de les tres armes que havien actuat en defensa del govern constitucional enderrocat, fossin peronistes o no, la posada en disponibilitat del personal docent i administratiu dels diferents nivells educatius i clàusules discriminatòries per accedir a càrrecs o concursos, a més d'acomiadaments de treballadors de la salut pública,justícia i en altres dependències estatals.
El 9 de novembre de 1956 es crea la Junta de Defensa de la Democràcia, un organisme destinat a perseguir els comunistes, el director dels quals va ser Luis María Bullrich. L'ens governamental tindria com a tasca qualificar les publicacions culturals, econòmiques, socials o polítiques de la mateixa manera que es farà amb les organitzacions. Durant aquest mes va continuar el trasllat de presos polítics comunistes des de la Penitenciaria Nacional i la presó d'Olmos al vaixell París. Entre altres va ser arrestat el famós Osvaldo Pugliese, qui va compartir cel·la amb Rodolfo i Orestes Ghioldi, dirigents des de feia temps del Partit Comunista, i curiosament germans d'Américo Ghioldi, un dels civils que recolzaven la dictadura. També va ser detingut pel règim militar el reconegut poeta xilè Pablo Neruda, que es trobava de pas a Buenos Aires i que va ser traslladat al penal de Las Heras, on va patir vexacions.
Es va crear el Fons Nacional de les Arts, dirigit per Victoria Ocampo, i Jorge Luis Borges va ser nomenat director de la Biblioteca Nacional.

### Aspectes socials
Les presons van ser utilitzades per neutralitzar la militància dissident i silenciar les crítiques al govern cívico-militar que va prendre el poder. Homes i dones declarats (o assenyalats com) peronistes, van ser empresonats i mantinguts en reclusió per diversos períodes i sotmesos a tota mena de vexacions i tortures.
El règim va mostrar una dosi apreciable d'antisemitisme, produint manifestacions d'antisemitisme d'alguns integrants del gabinet. El règim presentava, en general, un discurs antisemita, catòlic, anticomunista i antiperonista. Pel que fa als drets de les dones es va derogar la possibilitat del divorci i la pàtria potestat compartida, que havia estat establerta mitjançant la reforma constitucional del 1949.
Es va sancionar la Llei de Radiodifusió de 1957, de fort contingut conservador, la qual demanava:
| « | Abstenir-se dels programes que exaltin la dissolució de la família, el desviament sexual o l'erotisme, com també de la inclusió d'al·lusions o disquisicions que exaltin formes de vida renyides amb les normes socials, polítiques i ètiques del nostre país. | » |

La Llei Òmnibus 14.394 que contenia diverses disposicions sobre dret de família va ser modificada pel Decret 4070/56 únicament «suspenent» l'article 31 quan habilita per contraure nou matrimoni les persones divorciades a què el text es refereix 
El 1958 comença, gràcies a un decret de la dictadura anomenada «Revolució Libertadora», a permetre's «l'arrest per identificar». Era la policia la que dictava sentència (el cap podia imposar fins a 30 dies d'arrest) i en els fets no hi havia cap defensa. Per any, a Buenos Aires anaven presos per edictes entre 110.000 i 170.000 persones.

### Relacions exteriors
Respecte a les relacions exteriors, es van produir diverses controvèrsies.
El 1957, agents del règim militar presidit per Pedro Eugenio Aramburu, col·loquen un artefacte explosiu a l'automòbil assignat a Juan Domingo Perón, que estava exiliat a Caracas. A l'esclatar un vehicle de la seva propietat a la cantonada de Venus, a Caracas, van morir tres ciutadans veneçolans. El govern veneçolà va procedir a trucar a l'Ambaixador de Veneçuela a Argentina i el Ministeri de Relacions Exteriors de Veneçuela va declarar persona non grata a l'ambaixador argentí Toranzo Montero, responsable de l'atemptat. El comunicat emès pel Ministeri explicava que ho efectuava per «existir fundats indicis que a la seu de la Representació Diplomàtica de la República Argentina s'han anat forjant successius atemptats contra la vida de refugiats polítics que al nostre país s'acullen al dret d'asil territorial». Al cap de pocs dies agents argentins perpetren un nou atemptat a Caracas que va acabar amb la mort de cinc veneçolans als voltants de la Facultat de Ciències Jurídiques i Polítiques de la Universitat Central de Veneçuela. Pérez Jiménez va acusar la ingerència estrangera i va trencar relacions amb Argentina.
A Panamà, un comando argentí va ser enviat a l'Hotel Washington amb l'objectiu de matar Perón. La guàrdia nacional panamenya posa homes per custodiar Perón i descobreix intents per assassinar Perón, però van ser frustrats i deportats els mercenaris, cosa que va originar una greu crisi diplomàtica amb Argentina.
Durant la gestió també es produeix l'assalt argentí a l'ambaixada d'Haití. El 1956, dijous 14 a la matinada, una vintena d'homes fortament armats, comandats pel general Domingo Quaranta, cap del Servei d'Informacions de l'Estat (SIDE), entra violentament a la seu diplomàtica haitiana, traient per la força set asilats polítics. Aquests són obligats a ubicar-se al llarg del reixat exterior de l'ambaixada. El grup assaltant es posiciona davant seu, preparant les seves armes amb la intenció és afusellar-los allà mateix, però es presenta Therese Brierre, esposa de l'ambaixador. El general Quaranta, mà dreta de Pedro Eugenio Aramburu, l'aparta bruscament, dient-li «calla't negra filla de puta». Davant l'escàndol, un grup de veïns s'hi acosta. La senyora Brierre, per via telefònica, denuncia immediatament el fet a les agències internacionals de notícies i es comunica amb el ministeri d'assumptes exteriors haitià sol·licitant la seva intervenció, aconseguint salvar els asilats que havien de ser afusellats. Lluny de ser sancionat, el general Quaranta va ser premiat mesos després pels caps de l'ara «revolució afuselladora» amb la prefectura de la Secretaria d'Informacions de l'Estat, la SIDE.
El 1958 el règim d'Aramburu va finançar, entrenar i donar suport a la invasió al Paraguai des de territori argentí d'un comando militar que va atacar el 1r d'abril la localitat de Coronel Bogado, causant la mort d'un nombre mai determinat de ciutadans paraguaians, a fi de anul·lar la influència brasilera en la dictadura del general Alfredo Stroessner. El Paraguai va denunciar l'agressió argentina davant l'Organització d'Estats Americans i la crisi va fer que l'Argentina i el Brasil quedessin a la vora de la guerra.
El 1956 va arribar a Veneçuela un individu anomenat Lluvisa Nicodevieth, procedent de l'Estat Lliure de Tànger, contractat pel Secretari de l'Ambaixada Argentina a Veneçuela, Rottjer, qui l'havia contractat per mitjà d'una organització delictiva, per executar Perón a Veneçuela.
Durant la nit del 22 de novembre de 1955, per ordres directes de Pedro Eugenio Aramburu, un comando de marins al comandament del tinent coronel Carlos de Moori Koenig va entrar per la força a l'edifici de la CGT, va enderrocar el bust d'Evita que es trobava al primer pis i amb armes van forçar la porta de la capella del segon pis. Allí van cremar les banderes argentines disposades sobre el cadàver d'Eva Duarte i van orinar sobre el mateix. El relat de l'exmajor Jorge Dansey Gazcón difereix, ja que assegura que va ser ell qui el va traslladar. Des d'aquell moment es va establir un itinerari macabre i pervers. Aramburu va destituir Moori Koenig i li va encomanar al coronel Héctor Cabanillas sepultar-la clandestinament. El 23 d'abril del 1957 el cadàver va ser traslladat en secret al vaixell Conte Biancamano a Gènova (Itàlia) en un taüt que s'explicava pertanyia a una dona anomenada Maria Maggi de Magistris i va ser enterrada sota aquest nom a Milà.
El govern del general Lonardi va tenir una vida efímera i la seva gestió pel que fa a l'URSS no va arribar a delinear-se. Amb l'arribada, el novembre del 1955, Pedro Eugenio Aramburu va començar a precisar-se la política cap a Moscou, amb una base ideològica netament anticomunista. Durant el lapse de la dictadura les relacions comercials i diplomàtiques argentino-soviètiques van tornar a entrar en un impàs, amb una caiguda del volum de l'intercanvi malgrat no anul·lar-se el conveni vigent amb l'URSS, sent l'any 1956 el de més deteriorament, que va començar a manifestar-se al comerç però es va estendre als vincles diplomàtics i polítics. També es van deteriorar les relacions amb tots els països del bloc oriental.
Amb el Paraguai la relació es va fer tensa per la permanència de Perón en aquest país. Amb Bolívia la situació amenaçava de repetir-se. A Xile es van denunciar els contactes entre el govern d'Ibañez i el de Perón. L'empitjorament de les relacions amb tots els països veïns menys Uruguai va quedar demostrat per la publicació el 1957 d'un nou llibre del xilè Alejandro Magnet, Nuestros vecinos argentinos (Els nostres veïns argentins), en què denunciava novament l'expansionisme argentí.
Paral·lelament, el règim d'Aramburu va indultar nazis que es trobaven pròfugs a l'Argentina, mitjançant els decrets 10.213/1956 i 13.689/1956, que indultava els criminals de guerra nazis Hans Harmeyer i Wolf Franczok.

### Etapa final
El 30 de novembre del 1956, el ministre d'Aeronàutica, el comodor Julio César Krause, va enviar a Aramburu el següent informe confidencial que descrivia la situació econòmica del país, producte d'un treball intens dels seus assessors, del Servei d'Informacions de l'Aeronàutica i de la consulta a tècnics de diferents tendències. En aquest informe posava en coneixement d'Aramburu les seves comprovacions sobre com s'estaven complint els objectius del moviment revolucionari que els havia posat al poder.
Pel que fa als fets econòmics afirmava:
- Augment del cost de vida;
- Disminució de les nostres exportacions;
- Disminució del preu internacional dels nostres productes;
- Disminució de les nostres reserves d'or;
- Disminució de les vendes del comerç de detall;
- Disminució de l'àrea sembrada dels nostres cereals;
- Baixa dels valors de la Borsa;
- Continuació de l'evasió de divises;
- Reducció del nostre comerç exterior amb els països limítrofs;
- Manca de suport i obstacles al desenvolupament industrial;
- Desplaçament de renda nacional a altres sectors en perjudici de la indústria;
- Augment general de tots els productes importats;
- L'augment de nòlits i passatges a l'exterior.

Alhora, l'informe confidencial argumentava que la causa d'això eren:
- Que la política econòmica s'ha orientat decididament per beneficiar un sector en perjudici de l'interès general de la família argentina;
- Que per la mateixa causa se n'han beneficiat mercats estrangers;
- Que aquesta orientació econòmica s'assegura mitjançant la designació de funcionaris vinculats als interessos del sector esmentat;
- Que la ponderació de conceptes doctrinaris com: «llibertat d'empresa», «supressió del dirigisme», etc, podrien tenir com a objecte afirmar aquesta política econòmica profitosa per al mateix sector;
- Que els propiciadors del Govern provisional són moguts pel mateix interès d'augmentar el temps en benefici propi o d'assegurar aquesta orientació de l'economia;
- Que la política econòmica apreciada conduirà a la lluita de classes i, per tant, a la violència, i a una nova intervenció de les Forces Armades a la vida cívica de la Nació.

El 13 de juny de 1957 es destapa un dels casos més sonats de corrupció del règim aramburista, quan va aparèixer mort al seu estudi del carrer San Martín 536, el doctor Marcos Satanowsky. L'assassinat va ser comès per un grup de tasques dirigit pel general Quaranta, que havia participat per ordres directes d'Aramburu als afusellaments de José León Suárez i de l'assalt a l'ambaixada d'Haití. El crim estava vinculat amb la tinença de les accions del diari La Razón, que estava intervingut per la «Revolució Alliberadora». Peralta Ramos havia rebut pressions i extorsions perquè lliurés el diari a la dictadura d'Aramburu. Segons l'escriptor Rodolfo Walsh, el cas Satanowsky va revelar la profunda corrupció d'un règim que intentava resoldre mitjançant un grup parapolicial (armat per la SIDE) la propietat del diari La Razón.
El 1958 esclata el cas Busso, relacionat amb una denúncia contra Eduardo Busso, mà dreta d'Aramburu i Ministre de l'Interior. El cas es vinculava al judici de divorci del matrimoni Alejandro Vlasov i Emilia Cavure, en què l'estudi jurídic que tenien el ministre i el sotssecretari de justícia López Olaciregui defensava el marit mentre Acuña patrocinava l'esposa. Acuña afirmava que els dos funcionaris, que a més eren directors i accionistes de la firma Vlasov, havien influït perquè es nomenés Luis María Bunge Campos com a nou jutge a càrrec d'aquest judici, en el qual hi havia importants interessos econòmics en joc. Busso va renunciar al càrrec el 28 d'abril del 1956.
Al començament de 1957 es produeix l'assassinat de Miguel Modesto Figueredo, de 14 anys, a causa d'una violenta repressió policial contra els vaguistes ferroviaris de Tafí Viejo (Tucumán).
Al gener de 1957 es declara una vaga de recol·lectors i escombradors que va cubrir d'escombraries la Capital Federal. El 23 de maig de 1956 es va desencadenar a la capital argentina una aturada del transport que va provocar inconvenients variats. Aramburu va disposar una mesura que esdevindria una modalitat usual, que era la mobilització militar del personal del transport que quedava sotmès al Codi de Justícia Militar. El 23 de gener de 1957 els treballadors dels tallers de la Línia General Roca van iniciar una feina a desgana que els dies posteriors es va estendre a altres sectors del mateix ramal. A les primeres hores del 6 de febrer de 1957, forces de la Marina van ocupar l'Estació de Retiro amb tancs. Un dispositiu similar es va desenvolupar a l'Estació de Constitución. L'abril d'aquell any va esclatar un conflicte als tallers de Tafí Viejo (Tucumán), i tropes de l'Exèrcit van ser enviades a la ciutat. Els treballadors van ser sotmesos al Codi de Justícia Militar que establia 4 anys de presó als que no es presentessin a treballar. Es va anunciar que aquells detinguts per l'aturada serien traslladats a unitats militars on rebrien disciplinament militar, i se'ls limitaria les visites sense possibilitat de rebre advocats o defensors, resultant en desenes de detinguts torturats.
Mentrestant, els radicals estaven immersos en ferotges lluites internes per accedir, després de gairebé trenta anys, als càrrecs executius del país. El candidat primerencament designat era Frondizi, vist amb molt mals ulls per Aramburu, que va decidir apostar a la divisió del radicalisme i donar suport decididament al sector de Balbín: va lliurar així als balbinistes totes les intendències de la província de Buenos Aires, el districte electoral més important del país. L'Interventor de facto de la Província de Buenos Aires, el Coronel Bonecarrere, va demanar la renúncia a tots els seus Interventors Municipals, per donar-li el control als radicals balbinistes. Les maniobres encaminades per la mà dreta d'Aramburu, el capità de fragata i cap de la Casa Militar, Francisco Manrique, van donar els seus fruits i per al març ja existien la balbinista i oficialista UCR del Poble, i la frondicista UCR Intransigent. En aquest context es va anunciar que el 23 de febrer del 1958 es produirien eleccions generals. Pocs dies després creava la Junta de Defensa de la Democràcia, un organisme destinat a perseguir els comunistes. Es va designar per presidir-ho al militant catòlic Luis María Bullrich, que estaria acompanyat per Andrés Bacigalupo Rosende, Juan Carlos Cruz, Reynaldo Pastor i Adolfo Sánchez Zinny com a vocals. Els perseguits van ser els partits i organitzacions d'esquerra, fins i tot cancel·lant els procuradors dels partits Comunista, Obrer Revolucionari, Cívic, Obrer Revolucionari Trotskista i Unió Cívica Radical Junta Renovadora. D'aquests, només el Partit Comunista es va poder presentar a eleccions.
Davant l'augment de protestes i mobilitzacions, finalment es veu obligat Aramburu a convocar eleccions, amb alguns partits proscriptes, realitzades el 23 de febrer de 1958 i sent electe president Arturo Frondizi amb els vots del peronisme, a qui es va veure obligat a lliurar-li el poder el 1r de maig del mateix any.
La fi del règim deixava un país fracturat políticament, amb greus problemes econòmics i una misèria que s'aguditzava cada dia i que per al 1958 llançava la xifra de cinc lactants morts cada hora per desnutrició o per malalties vinculades a la pobresa.

## La Revolució Alliberadora i l'oposició peronisme-antiperonisme
Aquesta etapa ha estat matèria d'encesos debats, en el marc de l'oposició entre peronisme i antiperonisme.
Alguns no-peronistes i els antiperonistes van qualificar com a autoritari el procedir de la dictadura, algunes mesures sobre els mitjans de comunicació i algunes accions repressives.
La dictadura va ser criticada per implantar el terrorisme d'Estat i l'afusellament de civils i militars, entre d'altres accions anticonstitucionals. La dictadura també va ser criticada pel seu autoritarisme i per pretendre perpetuar-se al poder.
Durant anys va funcionar al Cercle Naval la Comissió d'Afirmació de la Revolució Alliberadora, integrada per Alfredo Astiz, Jorge Acosta i Adolfo Miguel Donda. A Marcos Paz van estar presos, entre d'altres, Edgardo Campiantico, els capitans de navili Gustavo Ottogalli i Ricardo Horacio Aumann, Vicente Massot, l'historiador Isidoro Ruiz Moreno, Horacio García Belsunce, Rafael Sarmiento, Alberto Rodríguez Varela, Arturo Ossorio Arana i Guillermo de la Plaza. També la dictadura ha estat reivindicada per Félix Luna, que entre el 1956 i el 1958, durant el govern militar de Pedro Aramburu, va dirigir l'obra social del Ministeri de Treball. A la Ruta Nacional 9 se li havia imposat el nom de Pedro Eugenio Aramburu el 1979, durant la dictadura autodenominada Procés de Reorganització Nacional.
A partir del cop de 1955 es va popularitzar el terme «goril·la» per denominar els civils i militars antiperonistes. El terme va ser pres d'un esquetx còmic de l'humorista Aldo Cammarota que no tenia connotacions polítiques. Inicialment va tenir un sentit elogiós dels militars i civils que conspiraven per enderrocar Perón. Amb el pas del temps, el terme va adoptar un sentit pejoratiu. Des d'aleshores, la població va començar a utilitzar aquesta mateixa expressió per referir-se als moviments de les tropes. El 2005, el Cap de l'Exèrcit argentí va expressar que la sentència fatal contra el General Valle va ser part d'un dispositiu desesperat per silenciar el dissens i la història, que es va expressar també en la proscripció del peronisme, l'assetjament al moviment obrer, el robatori del cadàver d'Eva Perón i la censura.
A finals del 2017, el govern de Mauricio Macri va causar controvèrsia per la inclusió d'homenatges a dictadors argentins; entre altres van ser incorporats objectes de Pedro Eugenio Aramburu, qui va ser qualificat com a «President» i es va incloure una vitrina especial amb objectes seus, sense que s'esmenti enlloc de quina manera va arribar al poder i qualificant el cop d'Estat de 1955 contra el govern constitucional de Juan Domingo Perón com a «exitós».

## Destrucció d'obres d'art
Durant la Revolució Alliberadora es van destruir diverses obres d'art per raons ideològiques. Entre les obres destruïdes es destaquen les grans escultures realitzades per l'artista italià Leone Tommasi, ubicades al frontispici de la Fundació Eva Perón (actual Facultat d'Enginyeria de la Universitat de Buenos Aires) i el Monument al Descamisat.
Els colpistes també van destruir el Retrat d'Eva Perón, pintat en oli sobre tela el 1950 per Numa Ayrinhac.

## Homenatges i rescabalament a víctimes de la dictadura
Des de la instal·lació definitiva de la democràcia el 10 de desembre de 1983, els governs democràtics han tendit a no reconèixer legitimitat històrica a cap dels governs militars, inclosa la «Revolució Alliberadora», i s'han abstingut d'utilitzar els noms dels seus governants de facto per designar carrers, edificis, places i altres espais públics, així com realitzar actes de commemoració dels cops, alhora que s'han aprovat iniciatives per canviar de denominació espais públics que portaven els seus noms. En sentit contrari, els noms de funcionaris del govern peronista enderrocat el 1955, inclòs el del president Juan D. Perón, han estat aplicats a diversos àmbits públics.
El març de 1999, el president Carlos Menem va signar el projecte d'indemnització per rescabalar econòmicament els descendents de les 31 persones afusellades el 9 de juny de 1956.
El 2012 es va promulgar la llei que equipara els drets a percebre rescabalaments per part de l'Estat a les víctimes de l'última dictadura amb què van patir els bombardejos a la Plaza de Mayo i el cop d'Estat del 1955, que va enderrocar Juan Domingo Perón de la seva segona presidència.
El 2005, l'exèrcit argentí va recordar els caiguts el juny de 1956 per oposar-se a la Revolució Alliberadora, expressant: «Ratifiquem la nostra ferma decisió que mai més les armes de la pàtria seran empunyades en lluites fratricides, ni es convertiran en instruments al servei de la intolerància i de l'opressió». El 2005, el Concejo Deliberant de la Ciutat de Rosario va aprovar una resolució declarant que l'autopista de la Ruta Nacional 9 que uneix les ciutats de Rosario i San Nicolás havia de ser renomeada amb el nom de Juan José Valle, en memòria del militar peronista afusellat per la Revolució Alliberadora. Poc després, aquest mateix any, van fer el mateix els consells deliberants de les ciutats de San Nicolás i Villa Constitución.
El 2006, el senador justicialista i exgovernador de Santa Fe Carlos Reutemann i la senadora Roxana Latorre van presentar un projecte de llei per donar a la Ruta 9 el nom de Juan José Valle en tota la seva extensió, obtenint la mitjana sanció de la càmera l'11 de abril del 2007; passat a la Cambra de Diputats, va ser aprovat per unanimitat en comissió el 10 de juny de 2008.
El 2008 es va inaugurar també, davant de la Casa Rosada, un monument en memòria de les víctimes del Bombardeig de la Plaça de Mayo de 1955.

## El segrest i judici d'Aramburu
El 1970, el general Pedro Eugenio Aramburu va ser segrestat per Montoneros i sotmès a un «judici revolucionari» per «108 càrrecs de traïdor a la pàtria i d'assassí de 27 argentins», referint-se als afusellaments de José León Suaréz, sent executat el 1r de juny. Alguns historiadors han afirmat que les causes van ser més complexes, i estaven relacionades al govern militar de Juan Carlos Onganía, davant del qual el general Aramburu estava organitzant una oposició que portés a una sortida electoral.